# Ford Fiesta
Der Ford Fiesta ist ein Pkw-Modell des Automobilherstellers Ford, das weltweit vertrieben wurde. Der Kleinwagen wurde zwischen Mai 1976 und Juli 2023 gebaut; am 7. Juli 2023 rollte der letzte Ford Fiesta im Ford-Werk Köln vom Band. Weltweit wurden über 20 Millionen Fahrzeuge der Baureihe hergestellt. Mit rund 9 Millionen Exemplaren im Zeitraum 1979 bis 2018 wurde der größte Teil dieser Fahrzeuge am Standort Köln produziert.
Im Laufe der Zeit wurde der Fiesta immer wieder technisch verbessert und neu gestaltet, allerdings handelte es sich nicht bei jeder Modifizierungsmaßnahme zwangsläufig um ein neues Modell.
Nach der Beendigung der Fiesta-Produktion werden in Köln nur noch Elektroautos – beginnend mit den SUV Explorer und Capri – produziert.
Zwischen Mai 2017 und Juli 2023 wurde der Fiesta in der achten und letzten Modellgeneration gefertigt. Aufgrund einer anderen Zählweise bei den Überarbeitungen spricht man teilweise – unter anderem im Vereinigten Königreich – von der siebten Generation.

## Fiesta ’76 (1976–1983)

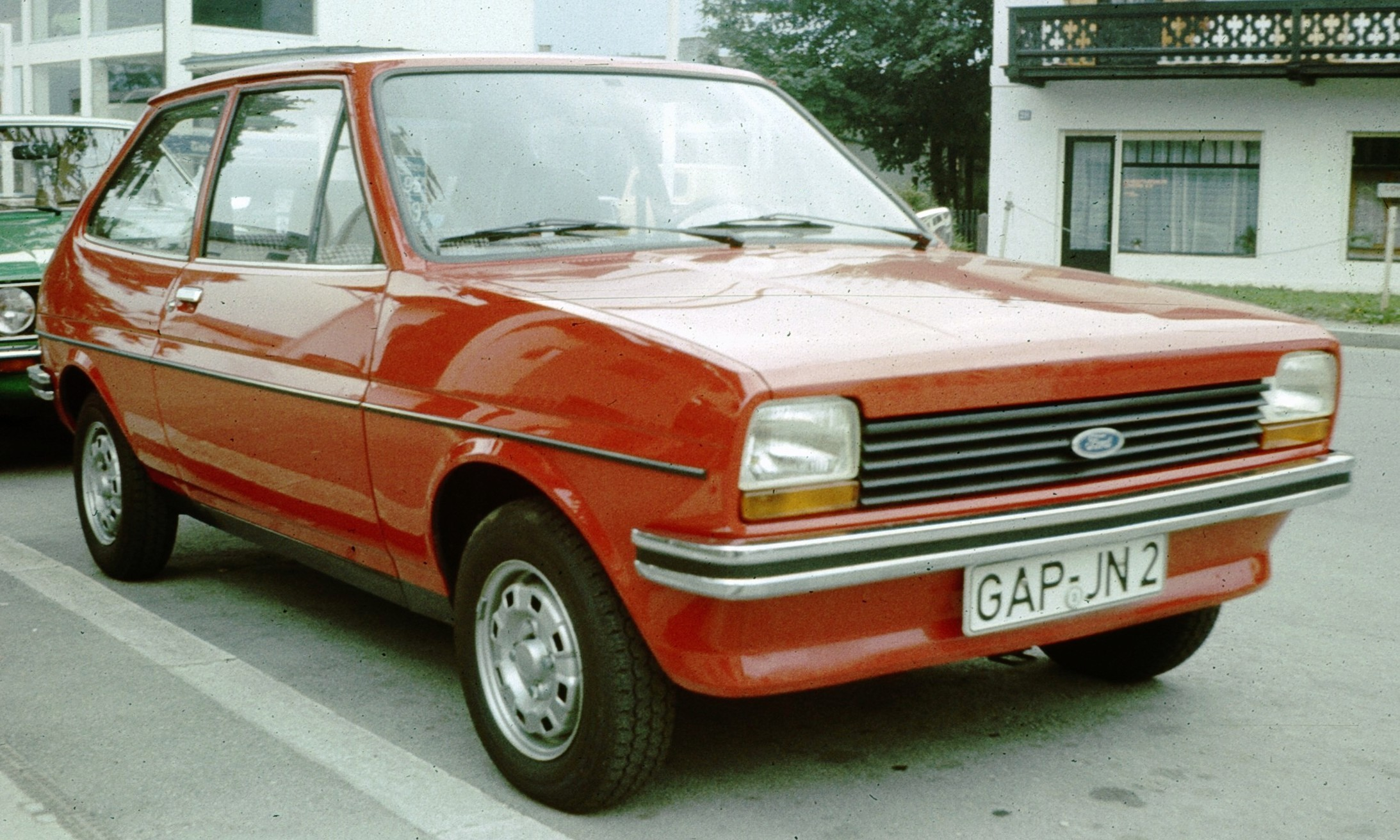
Ford Fiesta ’76

Der Fiesta ’76 war das erste Fahrzeug der Baureihe des Ford Fiesta. Anfang der 1970er Jahre begann man bei Ford unter dem Code-Namen Bobcat mit der Entwicklung eines kleinen und sparsamen Fahrzeugs – ebenso wie bei vielen europäischen Mitbewerbern. Mit dem quer eingebauten Motor und Frontantrieb wich Ford vom bisherigen Antriebskonzept innerhalb des Konzerns ab. Außer dem Ford P4 (1962), dem Nachfolger P6 (1966) und dem Ford Corcel (1968) und den daraus abgeleiteten Modellen hatten alle Fords bis dahin Frontmotor und Hinterradantrieb. Der Fiesta wurde ab Mai 1976 als fünfsitzige Limousine oder als Kleinlieferwagen angeboten. Motoren der Typen Valencia und Kent mit 1,0 bis 1,6 Liter Hubraum sorgten zusammen mit einem vollsynchronisierten Vierganggetriebe für den Antrieb.
Im August 1981 wurde eine Modellpflege vorgenommen, bei der zahlreiche technische Details geändert wurden. Äußerliches Unterscheidungsmerkmal waren die neuen, größeren Stoßfänger mit Kunststoffecken.
Von 1977 bis 1980 wurde der Fiesta ’76 auch auf dem US-amerikanischen Markt angeboten. Die US-Version wurde jedoch ebenfalls in Europa gefertigt.

## Fiesta ’84 (1983–1989)

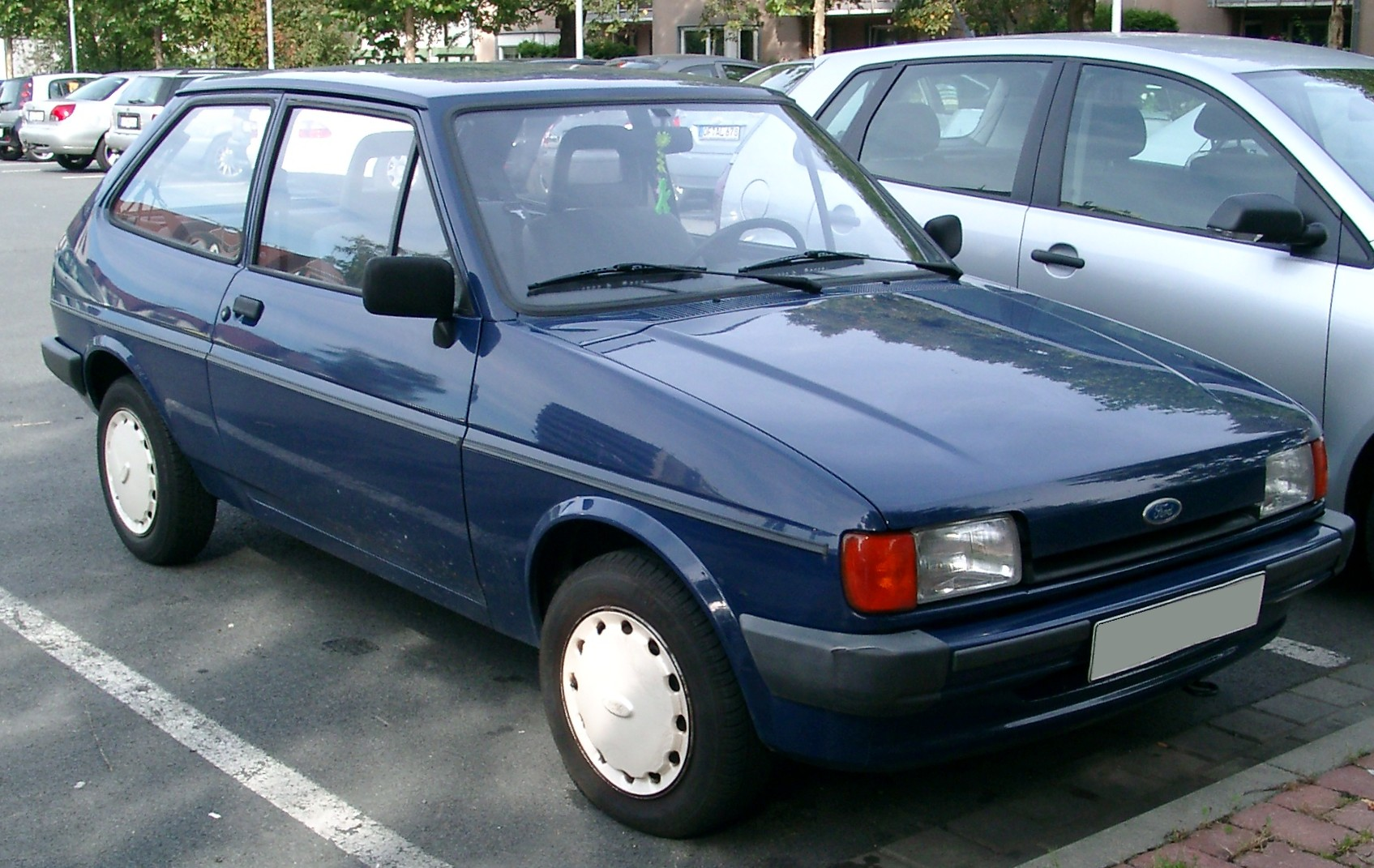
Ford Fiesta ’84

Die zweite Baureihe des Fiesta baut auf der Bodengruppe des Vorgängers auf, gilt jedoch wegen der neuen Abkürzungen für die Karosseriebauformen und der umfangreichen Änderungen an der Frontpartie und im Innenraum nicht als „Facelift“. Außer den 1,0- und 1,1-Liter-Motoren des Vorgängers mit seitlicher Nockenwelle standen nun auch die 1980 eingeführten CVH-Motoren mit 1,3; 1,4 und 1,6 Liter Hubraum zur Wahl. Der neue Fiesta war nun auch mit Fünfganggetriebe erhältlich. Ab Anfang 1984 gab es den ersten Dieselmotor im Fiesta, ab November 1986 einen ungeregelten Katalysator für den 1,1-Liter-Motor, ab März 1987 die erste Benzineinspritzung mit G-Kat und ab Mai 1987 eine stufenlose CTX-Getriebeautomatik.

## Fiesta ’89 (1989–1996)

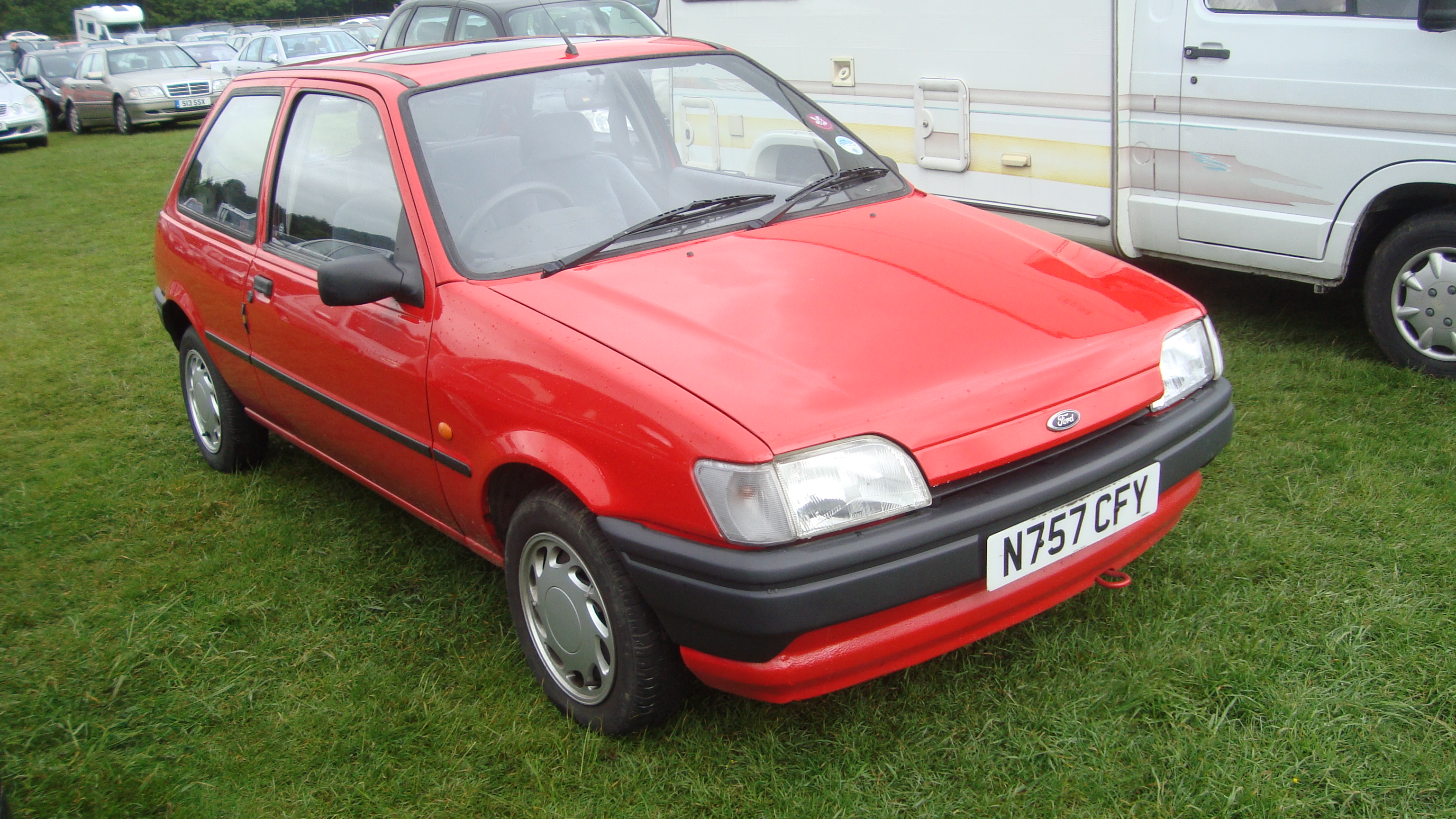
Ford Fiesta ’89

Das Modell von 1989 des Ford Fiesta war eine Neuentwicklung und nun auch mit fünf Türen erhältlich. Neben einem besseren Fahrwerk und deutlich verbessertem Insassenschutz wurden zahlreiche Extras wie elektrische Fensterheber, Antiblockiersystem, Airbag, Klimaanlage, Servolenkung und eine beheizbare Frontscheibe angeboten. Der neue Zetec 16V-Motor ergänzte die Motorenpalette, die weiterhin aus den Valencia- und CVH-Motoren wie im Vorgänger bestand. Der neue 1,8-Liter-Dieselmotor war außerhalb Deutschlands auch mit Turbolader erhältlich.
Die Modellpflege im Januar 1994 umfasste Detailveränderungen und technische und sicherheitsrelevante Bauteile.
Der Fiesta ’89 wurde noch bis August 1996 als „Fiesta Classic“ angeboten, obwohl bereits im August 1995 die Produktion des Nachfolgers angelaufen war.

## Fiesta ’96 (1995–1999)

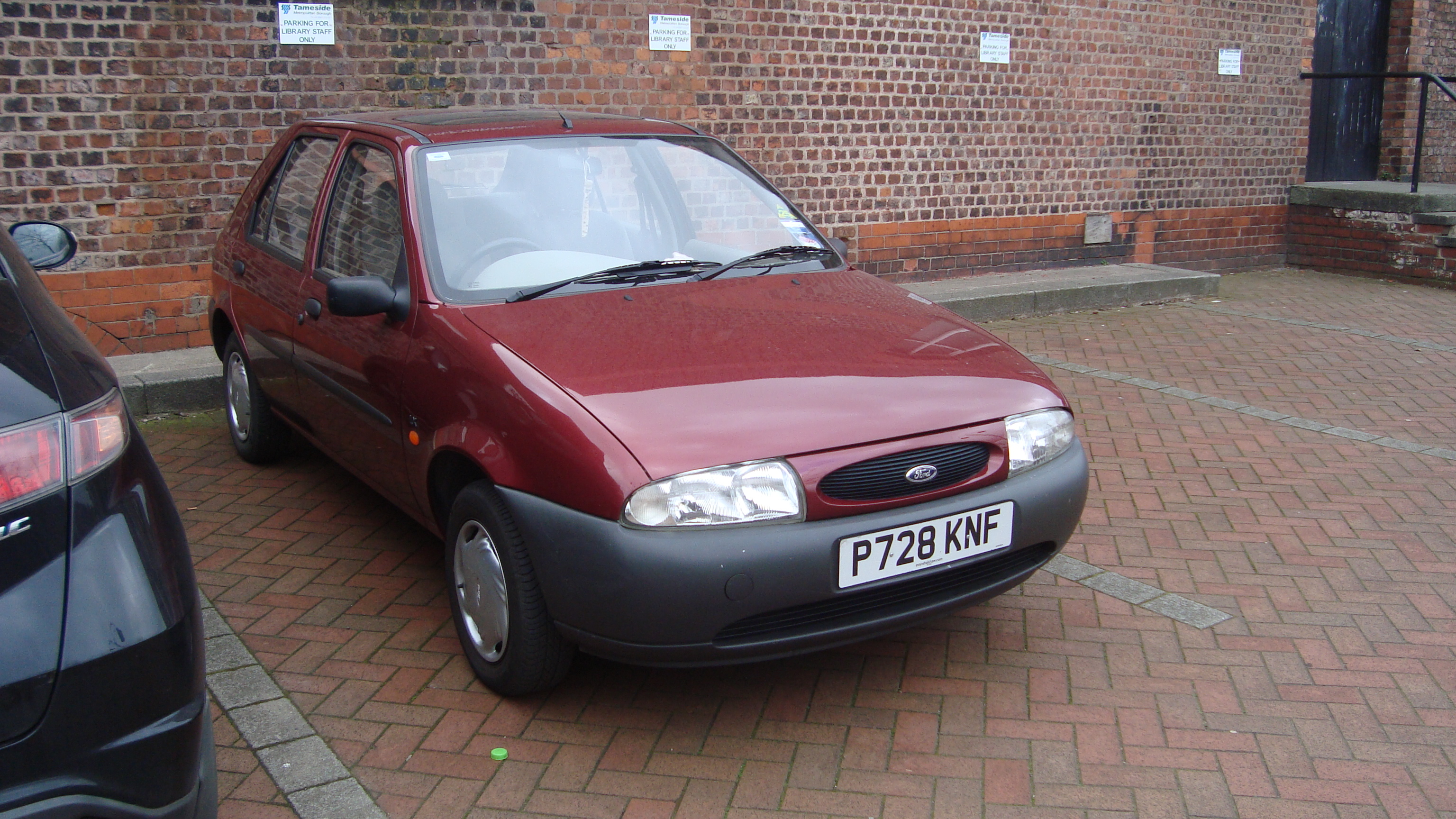
Ford Fiesta ’96

Die Bodengruppe des Fiesta ’96 wurde nahezu unverändert vom Vorgänger übernommen, das äußere Erscheinungsbild und auch weite Teile der Technik unterschieden sich. Im Programm blieben die Kent-Motoren, die Zetec- und CVH-Motoren wurden durch die neuen Zetec-SE-Motoren ersetzt. Wie der Fiesta ’89 wurde auch der Fiesta '96 als „Courier“ mit Zulassung als Lastkraftwagen angeboten.
Die dritte Generation des Mazda 121 war ein in den Ford-Werken in Köln gebauter Fiesta ’96 mit einigen Mazda-spezifischen Modifikationen.
Auf der Basis der vierten Fiesta-Reihe wurden ab Herbst 1996 der Kleinstwagen Ford Ka und ab Frühjahr 1997 das Sportcoupé Ford Puma angeboten.

## Fiesta ’99 (1999–2001)

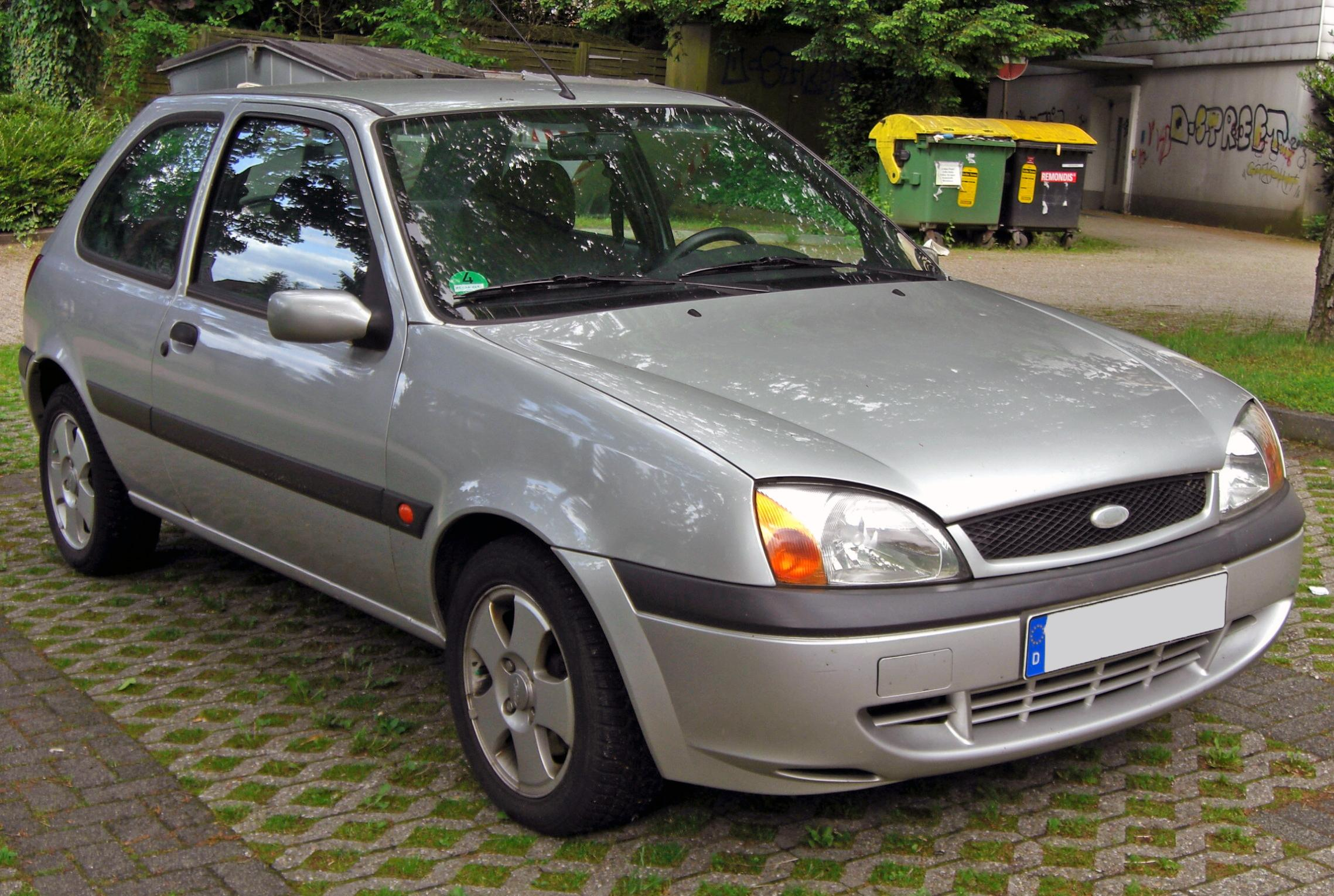
Ford Fiesta ’99

Obwohl der Fiesta ’99 eigentlich nur ein umfangreiches Facelift des 1995er Modells ist, wird er trotz gleicher Codes für die Karosseriebauform (JAS/JBS etc.) üblicherweise als fünfte Baureihe angesehen. Die Frontpartie wurde neu gestaltet, die Stoßfänger vorn und hinten modifiziert und die Technik in weiten Teilen überarbeitet und verbessert. 14 Zoll-Räder, innenbelüftete Scheibenbremsen vorn, Seitenairbags und eine dritte Bremsleuchte gehörten zur Serienausstattung für alle Modelle. Ein Turbodiesel war nun für alle Märkte verfügbar.
Die dritte Generation des Mazda 121 erhielt die gleichen Modifikationen.

## Fiesta ’02 (2001–2008)

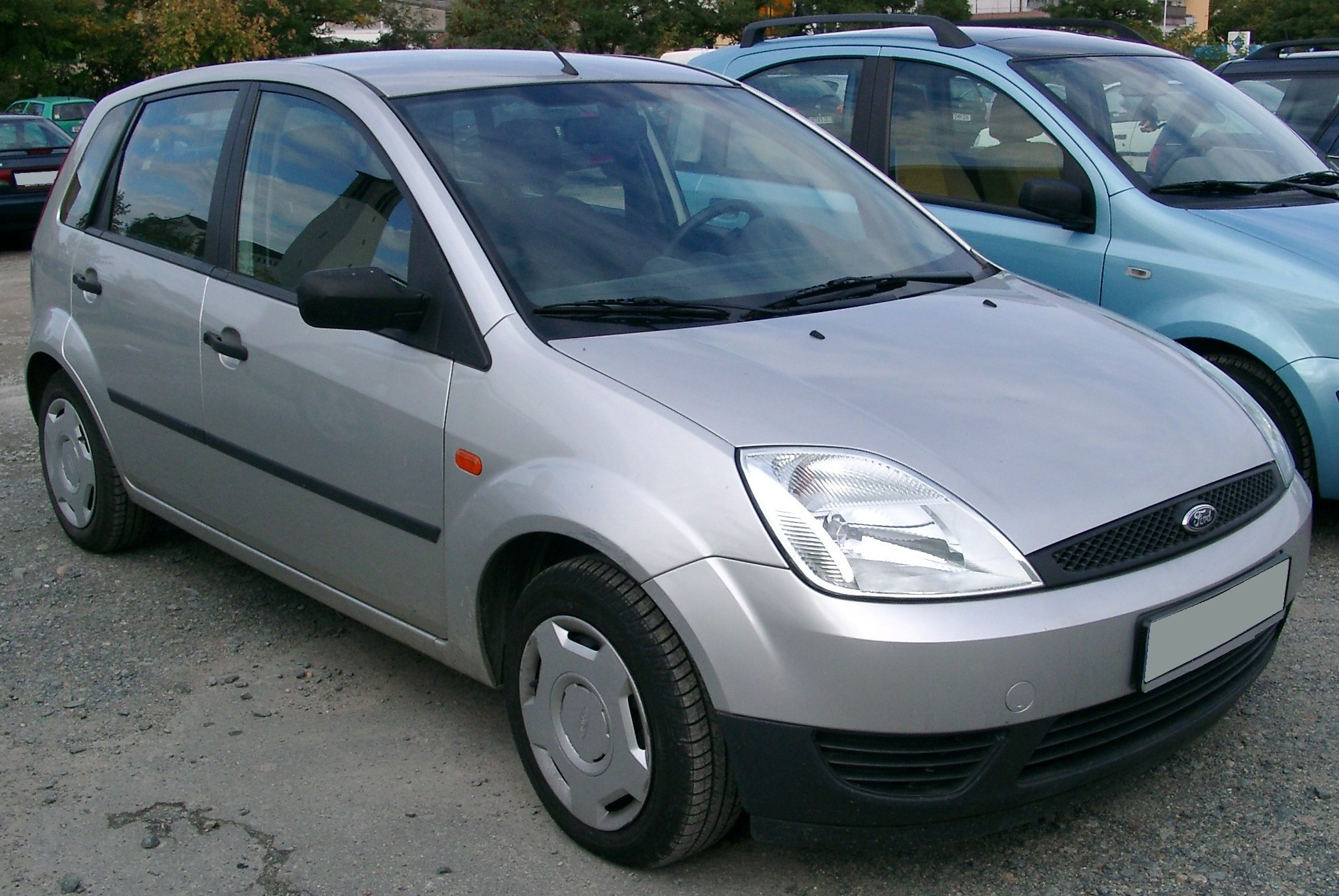
Ford Fiesta ’02

Die sechste Generation des Fiesta basierte auf einer neuen Plattform und war im Vergleich mit den Vorgängermodellen deutlich länger und breiter. Anfangs nur als Fünftürer angeboten, folgte die dreitürige Variante im Juni 2002. Die alten Stoßstangen-Motoren wurden endgültig durch die moderneren Zetec-Rocam ersetzt, die Zetec-16V-Motoren und der Duratec-HE mit 2 Liter Hubraum ergänzten die Motorenpalette der Ottomotoren. Alle Dieselmotoren hatten nun Turbolader und Common-Rail-Einspritzung. Die Fahrzeuge waren serienmäßig mit Gurtstraffern, Seitenaufprallschutz, Antiblockiersystem (ABS), elektronischer Bremskraftverteilung und vier Airbags ausgestattet; gegen Aufpreis auch mit Kopf-Schulterairbags. Es war ein handgeschaltetes Fünfganggetriebe oder auch eine automatisierte Variante Durashift EST erhältlich.
Im Oktober 2005 gab es eine Modellpflege mit neu gestalteten Stoßstangen vorne und hinten, anderen Scheinwerfern, einem hochwertiger anmutenden Innenraum und vier neue Metallic-Lackierungen. Zudem wurden weitere Extras wie ein AUX-Eingang, Bluetooth- und Voice-Control-Funktionen, Licht- und Scheibenwischerautomatik, Bordcomputer, eine automatische Klimaanlage und anklappbare Außenspiegel angeboten.
In Indien wurde das Modell als Ford Figo ab 2010 produziert. Parallel wurde ab April 2011 der Fiesta ’08 und als Nachfolger des Ford Ikon der Fiesta Classic auf dem heimischen Markt und anderen asiatischen Ländern angeboten. Im Frühjahr 2010 wurde dieser Fiesta mit neuen Scheinwerfern und Kühlergrill ähnlich dem Fiesta ’08 überarbeitet und unter den Namen Fiesta One in Argentinien, Fiesta Move in Venezuela und Fiesta Rocam in Brasilien angeboten.

## Fiesta ’09 (2008–2017)

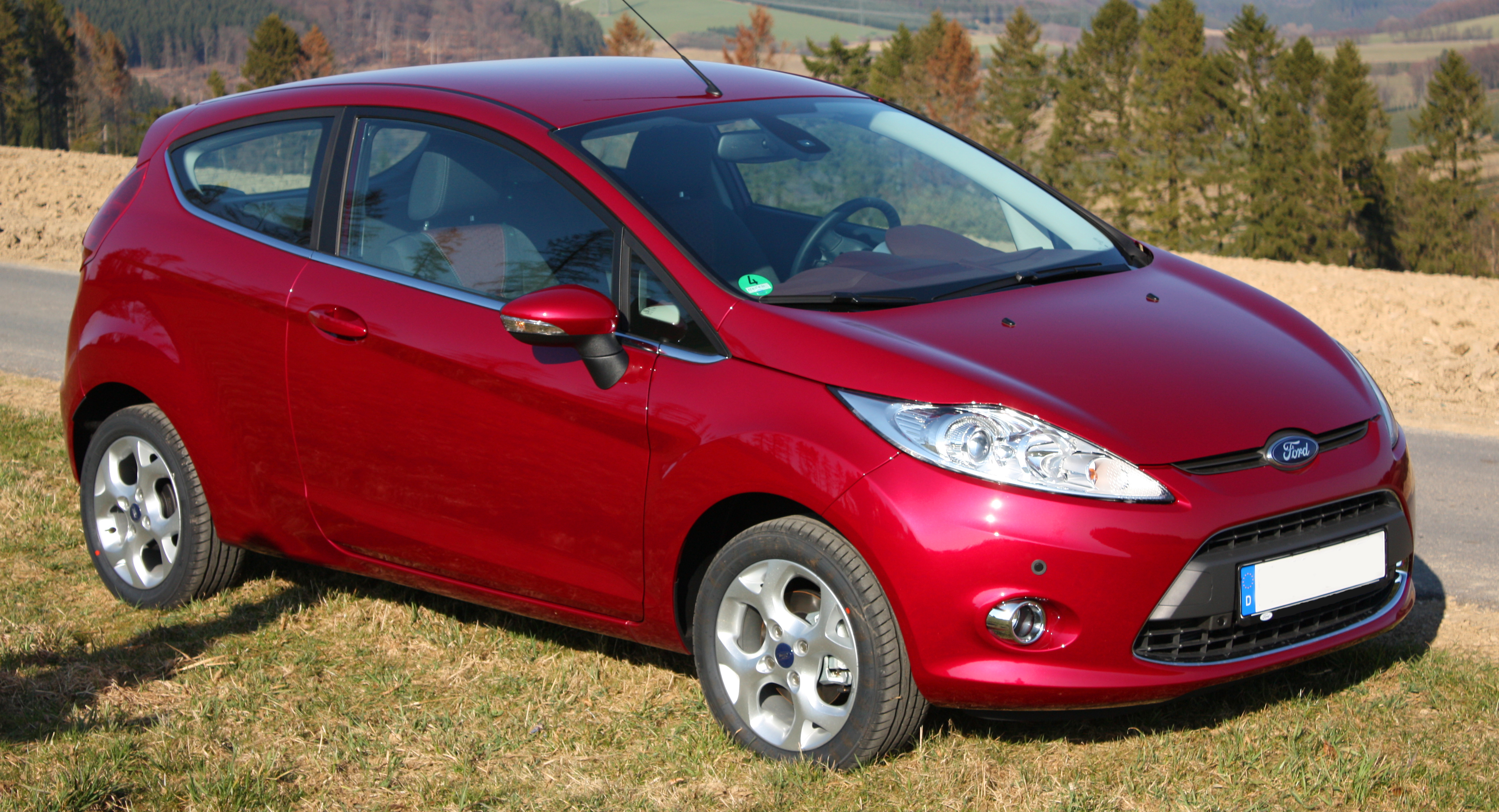
Ford Fiesta ’09

Auf dem Genfer Auto-Salon wurde im März 2008 der neue Ford Fiesta vorgestellt. Er basiert auf der Bodengruppe des Vorgängers. Elektrische Servolenkung, Antiblockiersystem, Electronic Stability Control mit Bremsassistent, vier Airbags, Knieairbag für den Fahrer, ein einstellbares Lenkrad und Zentralverriegelung sind schon im Basismodell serienmäßig. Nach dem Fiesta ’76 ist dies der zweite Fiesta, der auch in den Vereinigten Staaten verkauft wird, dort auch als Stufenhecklimousine.
Die Zetec-Rocam- und Duratec-Motoren entfielen ersatzlos, zur Markteinführung waren die Zetec-SE-Ottomotoren sowie zwei Common-Rail-Dieselmotoren mit Turbolader und Partikelfilter verfügbar. Erstmals gab es die Ti-VCT-Nockenwellenverstellung im Fiesta, bei der beide Nockenwellen voneinander unabhängig verstellt werden können.
Im Januar 2013 brachte Ford eine Modellpflege auf den Markt. Die Ottomotoren wurden um die neuen Einliter-Dreizylindermotoren ergänzt, die als EcoBoost auch mit Turboaufladung und bis zu 103 kW (140 PS) verfügbar sind. Später war auch noch ein 1,6 Liter Ecoboost-Motor erhältlich, der im Fiesta ST und ST200 bis zu 158 kW (215 PS) leistete.
Für verschiedene Märkte in Asien wurde der Fiesta ab 2011 in Chennai (Indien) mit Schräg- oder Stufenheck produziert, hier löste er den Ford Ikon ab.
Der letzte Fiesta dieser Baureihe lief am 29. April 2017 vom Band.

## Fiesta ’18 (2017–2023)

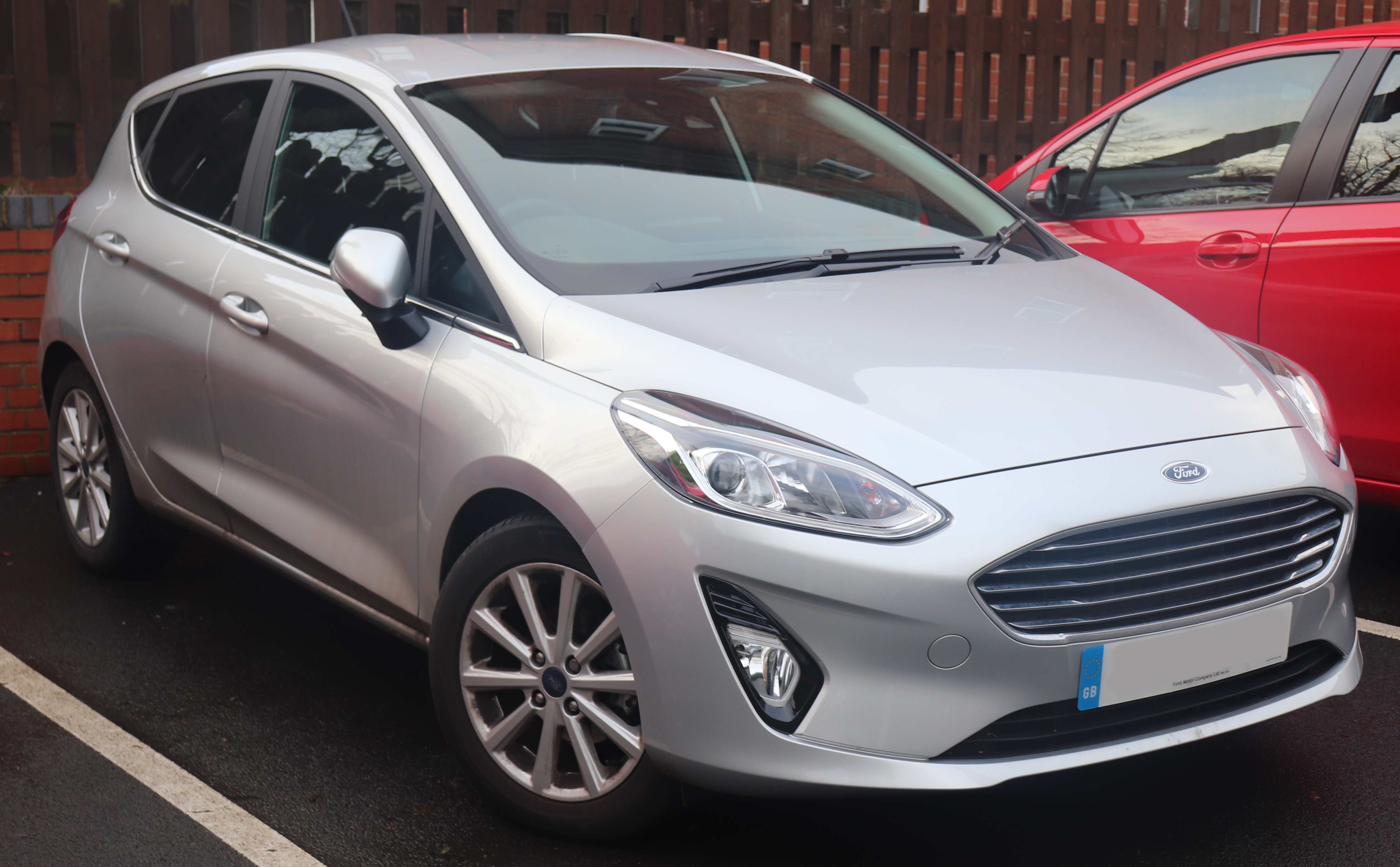
Ford Fiesta ’18

Am 29. November 2016 wurde die achte Generation des Fiesta bei einem Go Further-Event im Werk Köln-Niehl offiziell vorgestellt. Die Produktion der achten Modellreihe lief am 16. Mai 2017 in Köln-Niehl an, die offizielle Markteinführung fand am 8. Juli 2017 statt. Am 7. Juli 2023 endete die Produktion ohne Nachfolgemodell.
Im Vergleich zum Vorgänger wurde das neue Modell äußerlich nur in wenigen Details geändert, am auffälligsten sind hierbei die neuen Rückleuchten, die nun nicht mehr neben, sondern deutlich unter der Heckscheibe platziert sind. Der neue Fiesta ist um sieben Zentimeter länger und 1,2 cm breiter. Für das Modell standen 15 verschiedene Assistenzsysteme zur Verfügung, unter anderem Notbremsassistent, Einpark-Assistent, Fernlicht-Assistent sowie Abstandsregeltempomat. Zur Modelleinführung standen ausschließlich Dreizylinder-Ottomotoren zur Auswahl, auch der neue Fiesta ST wurde ab Anfang 2018 mit einem 1,5-Liter Dreizylinder-EcoBoostmotor ausgeliefert. Die Dieselmotoren hatten weiterhin vier Zylinder.

## Nutzfahrzeuge

### Fiesta Van
Bei dem Fiesta Van, der je nach Baujahr auch als Fiesta Kleinlieferwagen oder Fiesta Express vermarktet wurde, handelt es sich um einen Kleinlieferwagen. Diese Fahrzeuge sind direkt ab Werk erhältlich und unterscheiden sich in nur wenigen Details von einem herkömmlichen PKW dieser Baureihen. Damit die Fahrzeuge auch als LKW zugelassen werden können, haben sie nur zwei Sitzplätze. Die Seitenteile der Fahrzeuge sind in einem Stück ohne hintere Seitenscheiben ausgeführt. Je nach Baujahr sind auch die Heckklappen ohne Scheibe. Hinter den Vordersitzen befindet sich eine – meist eben ausgeführte – Ladefläche mit einer Grundfläche von über 1 m². Diese Fahrzeuge sind nur mit einer sehr eingeschränkten Auswahl der werksseitigen Extras und Motorisierungen erhältlich.
Da diese Fahrzeuge keinen erheblich besseren Nutzwert für Gewerbetreibende haben als herkömmliche Pkw, wurden sie nur in sehr kleinen Stückzahlen produziert. Verkauft werden sie zumeist in Ländern, in denen Nutzfahrzeuge geringer besteuert werden als Personenwagen.

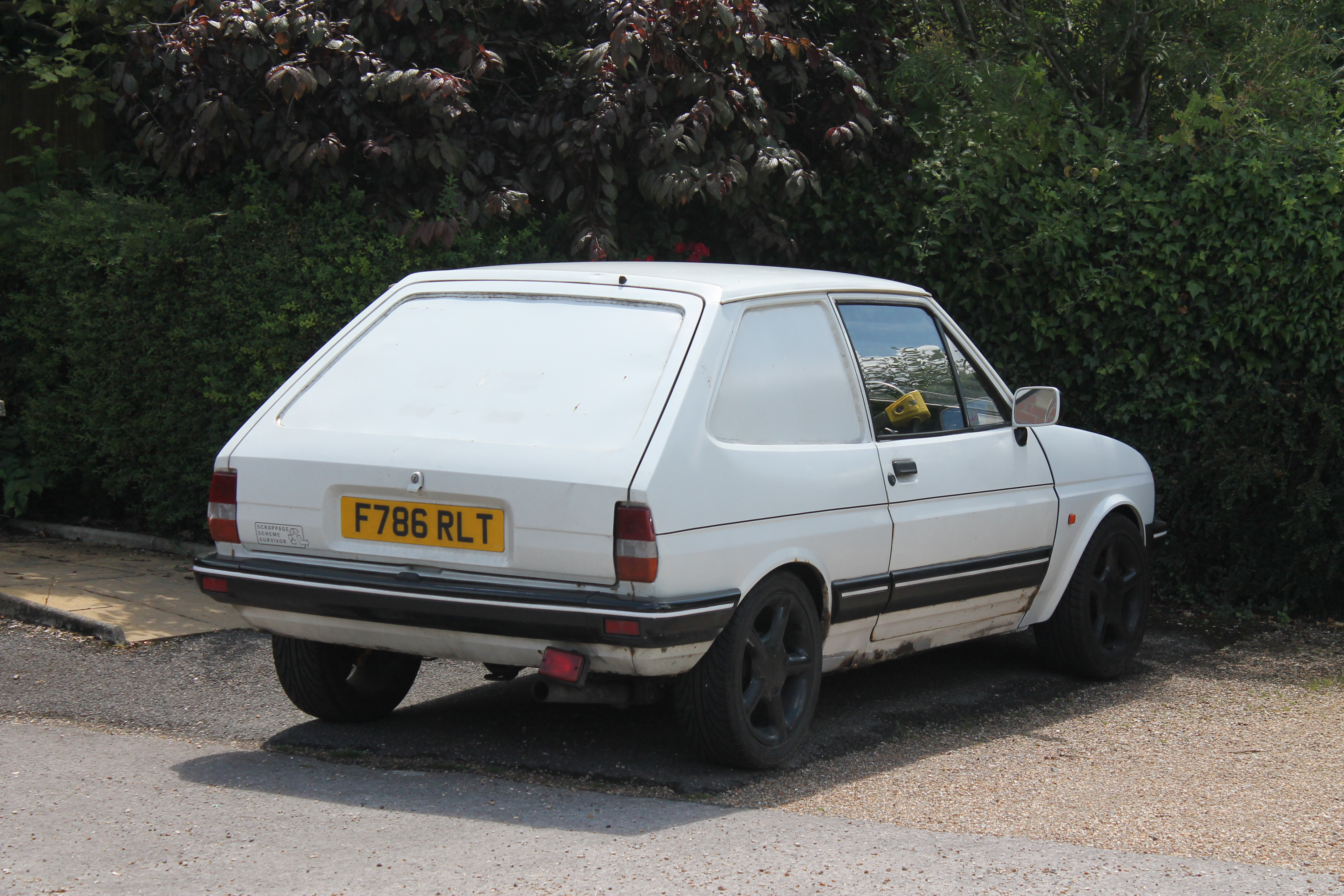
Fiesta Van ’84
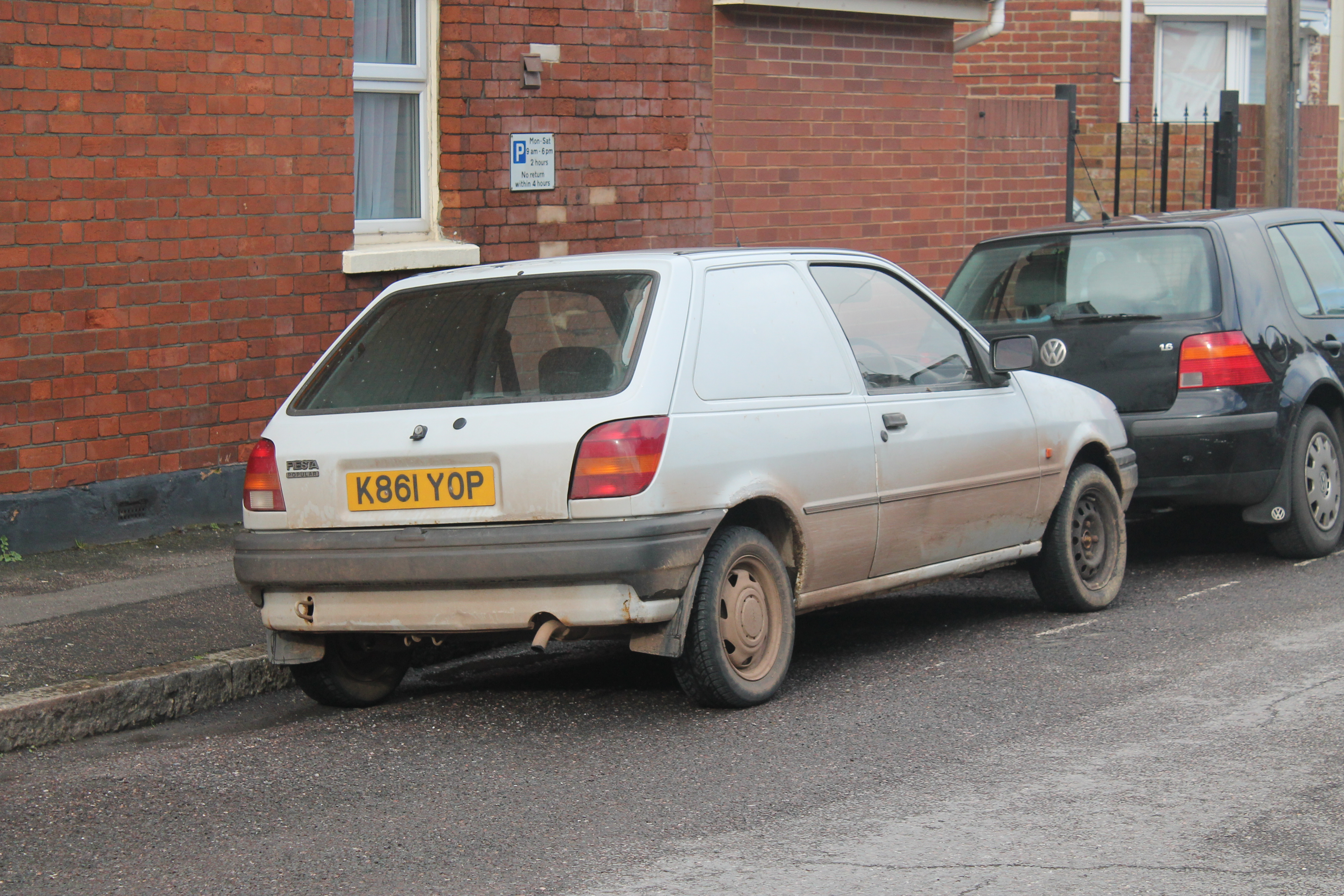
Fiesta Van ’89
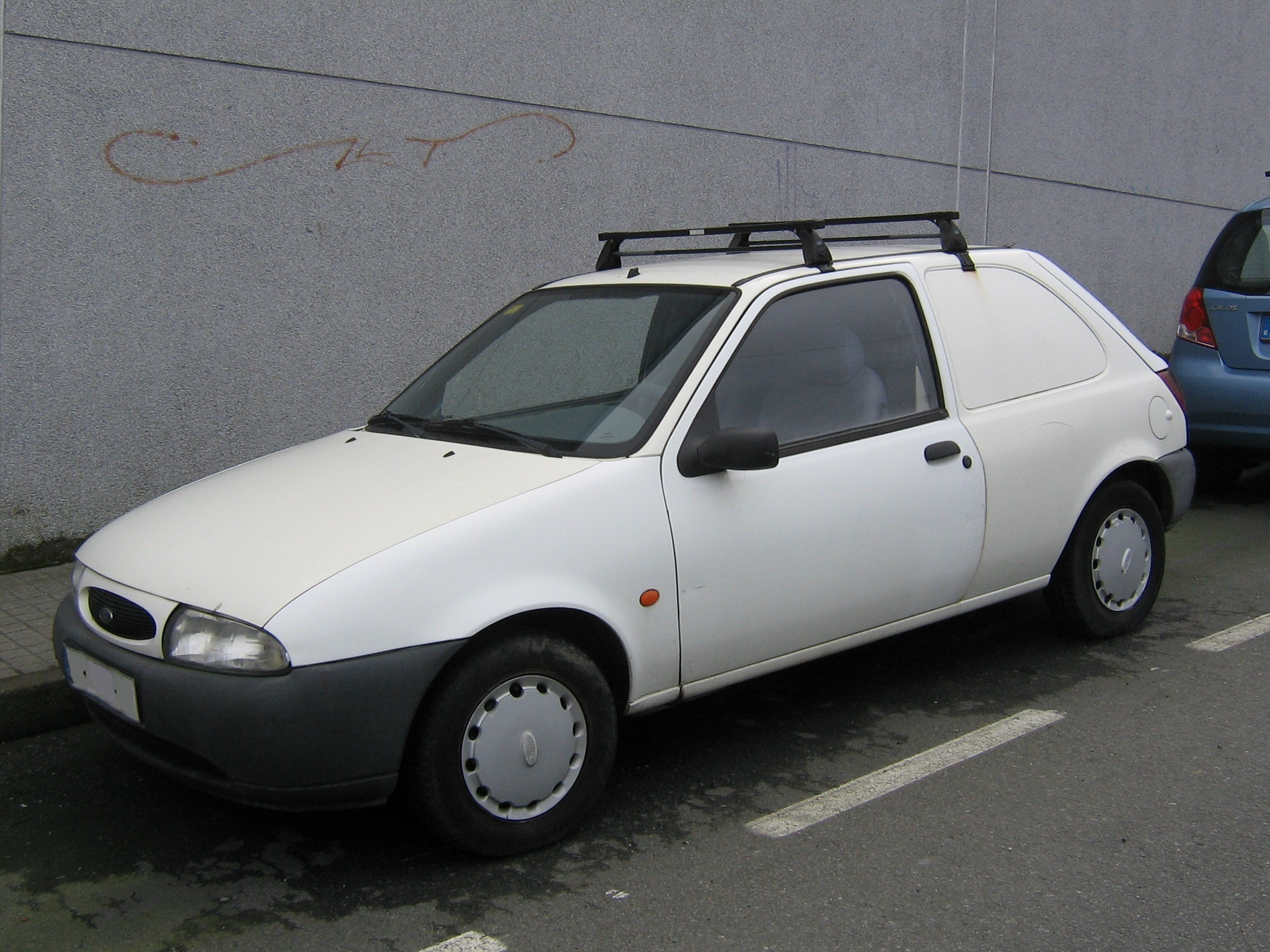
Fiesta Van ’96
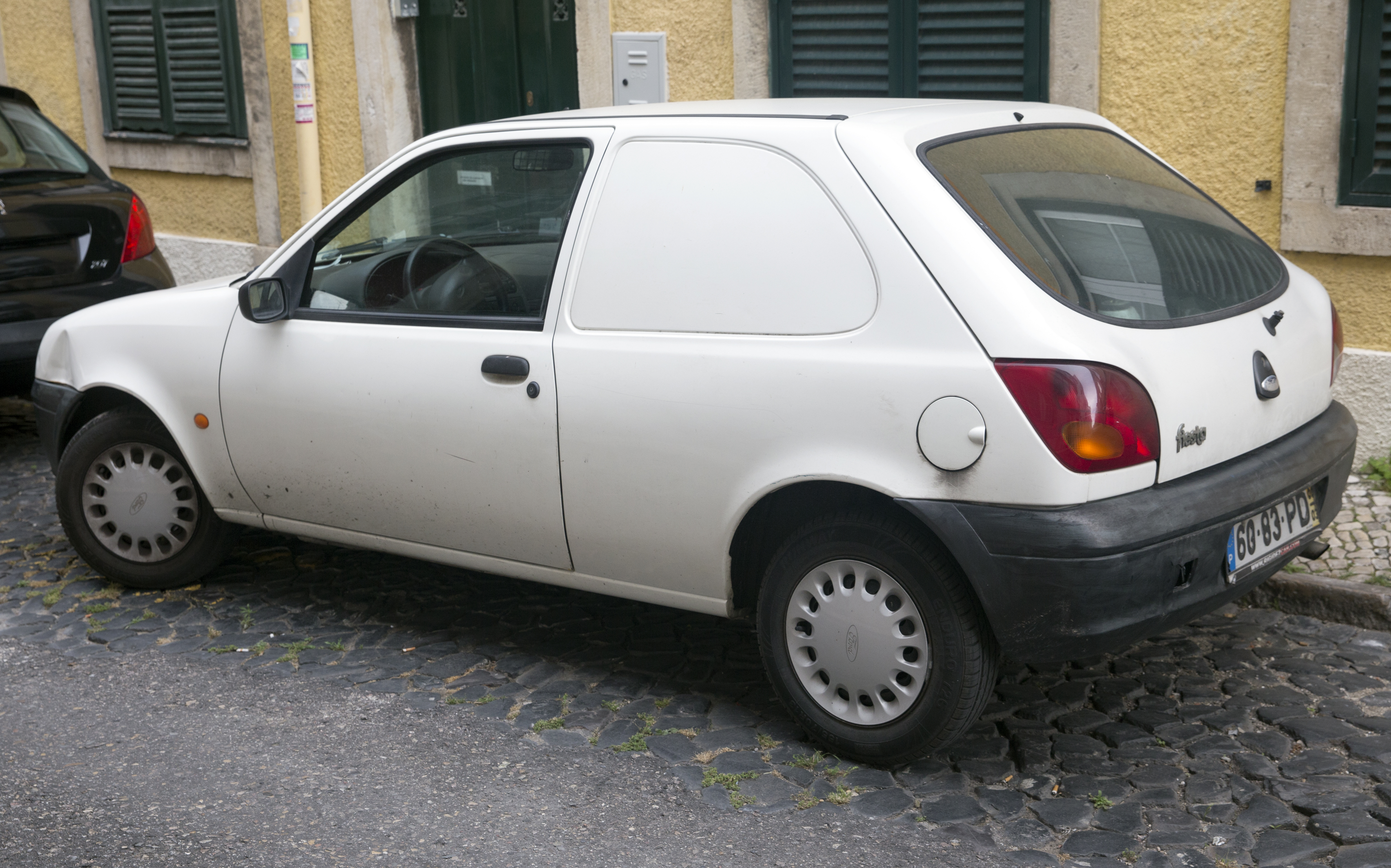
Fiesta Van ’99
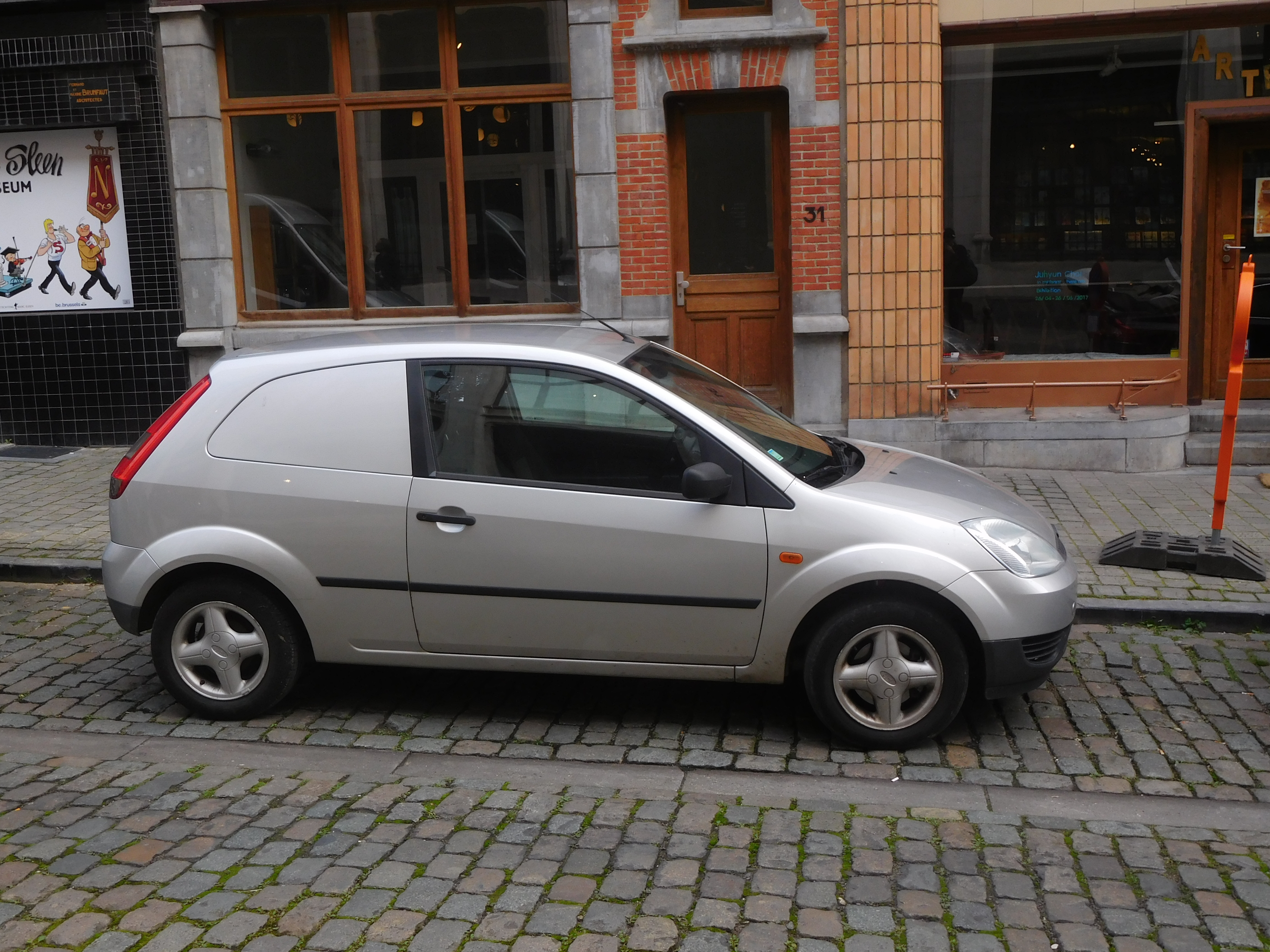
Fiesta Van ’02
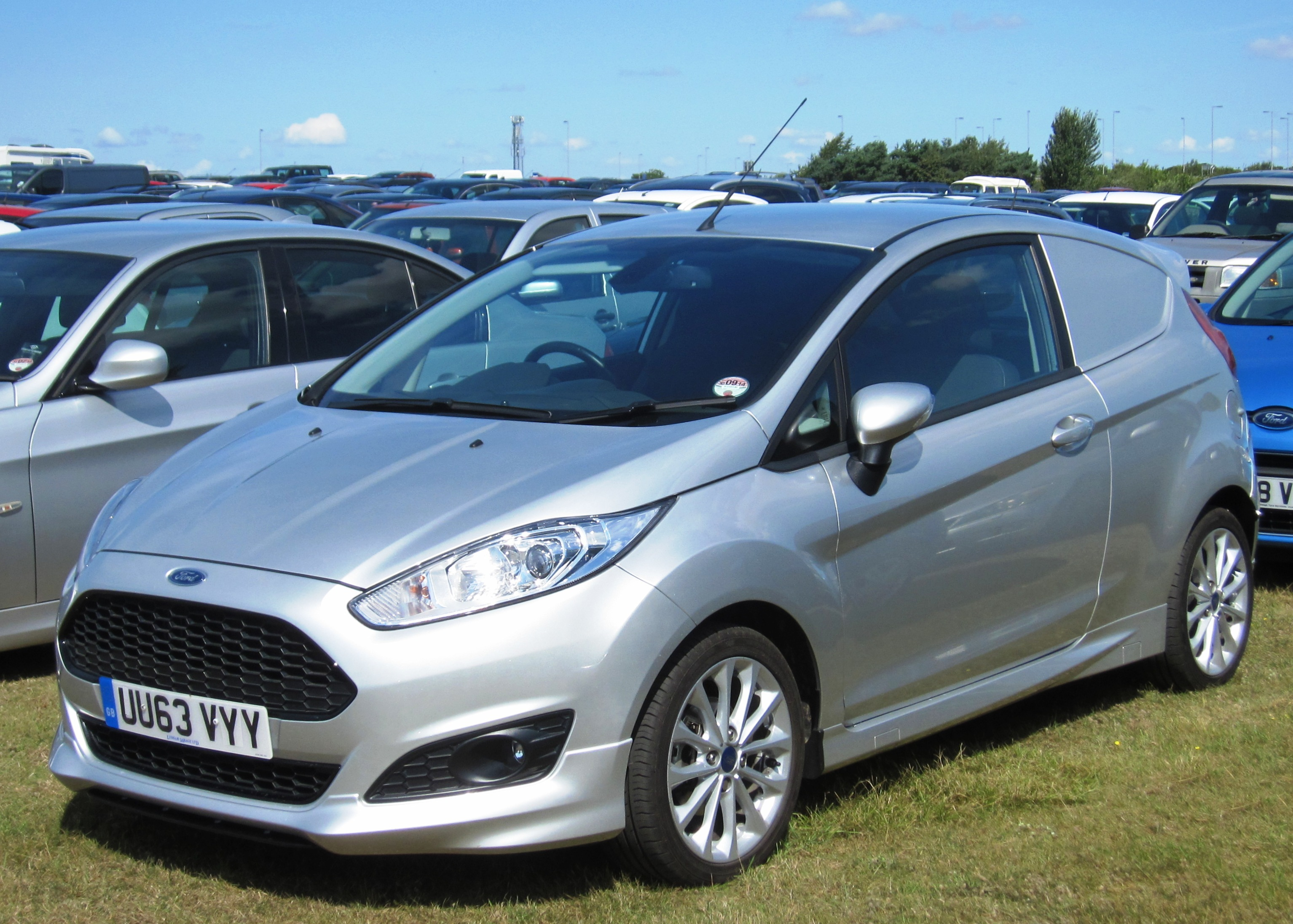
Fiesta Van ’09

### Fiesta Courier
Der Hochdachkombi Fiesta Courier, der auch als Ford Courier vermarktet wurde, ist ebenso wie der Fiesta Van ein LKW auf Basis des Fiesta. Der Vorderwagen wurde unverändert übernommen, eine geänderte und verlängerte Bodengruppe sorgt für mehr Platz im Laderaum, der höher ist als in einem PKW und über zwei Türen an der Rückseite des Fahrzeugs zugänglich ist. An der Hinterachse wurden die Schraubenfedern durch Drehstabfedern ersetzt, um eine möglichst niedrige Ladefläche und möglichst viel Raum zu schaffen und höhere Lasten aufnehmen zu können. Im Gegensatz zum Fiesta Van bietet der Courier einen deutlich gesteigerten Nutzwert für Gewerbetreibende und war deshalb weiter verbreitet. Die Komfortausstattung, Wunschausstattung sowie die Auswahl der Motoren war allerdings auch beim Courier stark eingeschränkt und auf die Bedürfnisse der gewerblichen Kunden zugeschnitten. Je nach Modell und Konfiguration wurde der Courier mit oder ohne hintere Rücksitzbank, ohne hintere Seitenscheiben, mit jeweils einer kleinen oder jeweils einer großen Scheibe pro Seite des Laderaums ausgeliefert.
Der Courier wurde auf Basis der dritten, vierten und fünften Generation des Fiesta gebaut. Mit Einführung des Ford Fiesta ’02 entfiel auch der Courier und wurde durch den Ford Transit Connect ersetzt, der auf der Bodengruppe des ersten Ford Focus basiert. Der Transit Connect ersetzte neben dem Courier auch den ähnlichen, aber größeren Ford Escort Express.

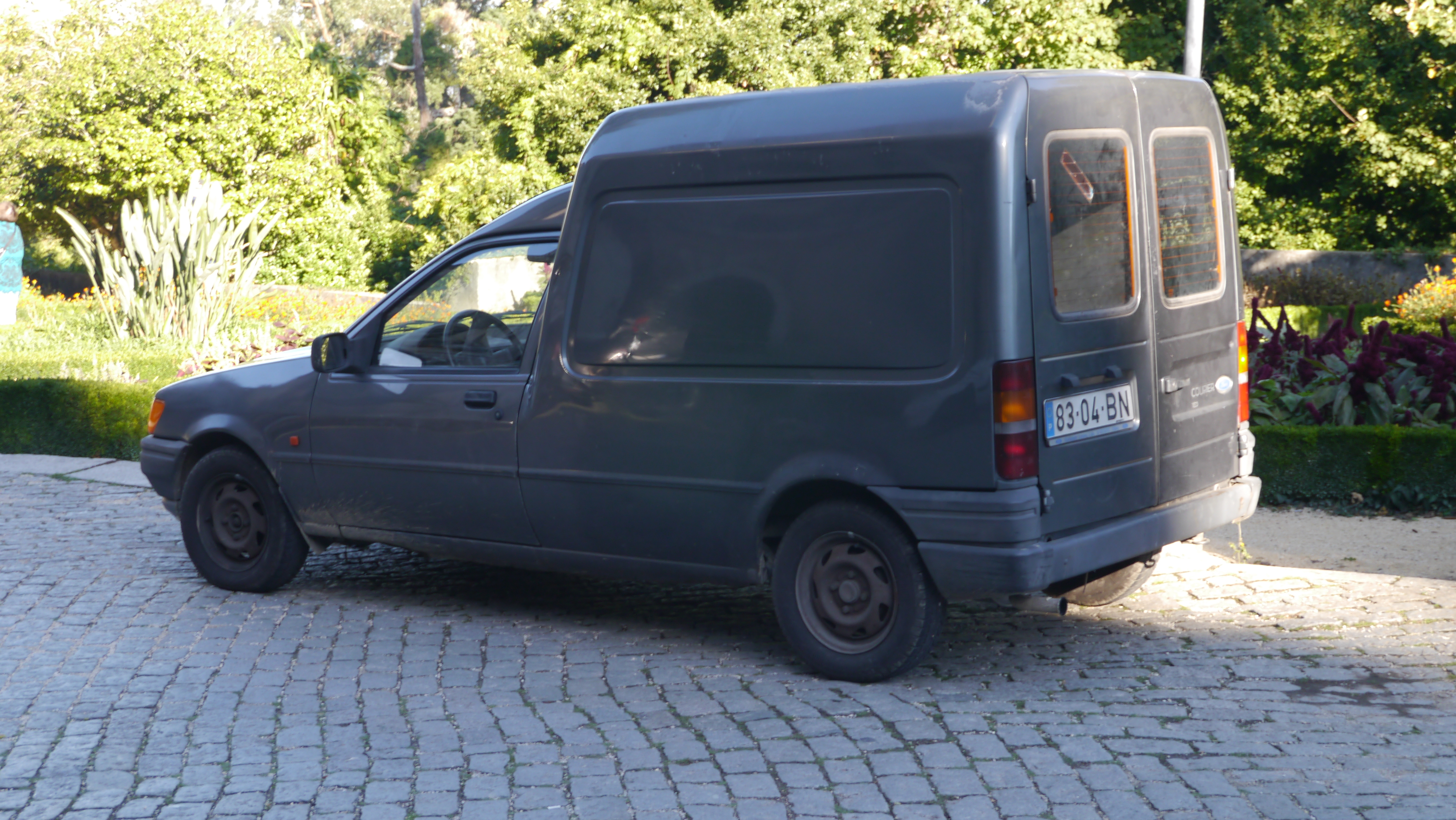
Fiesta Courier ’89
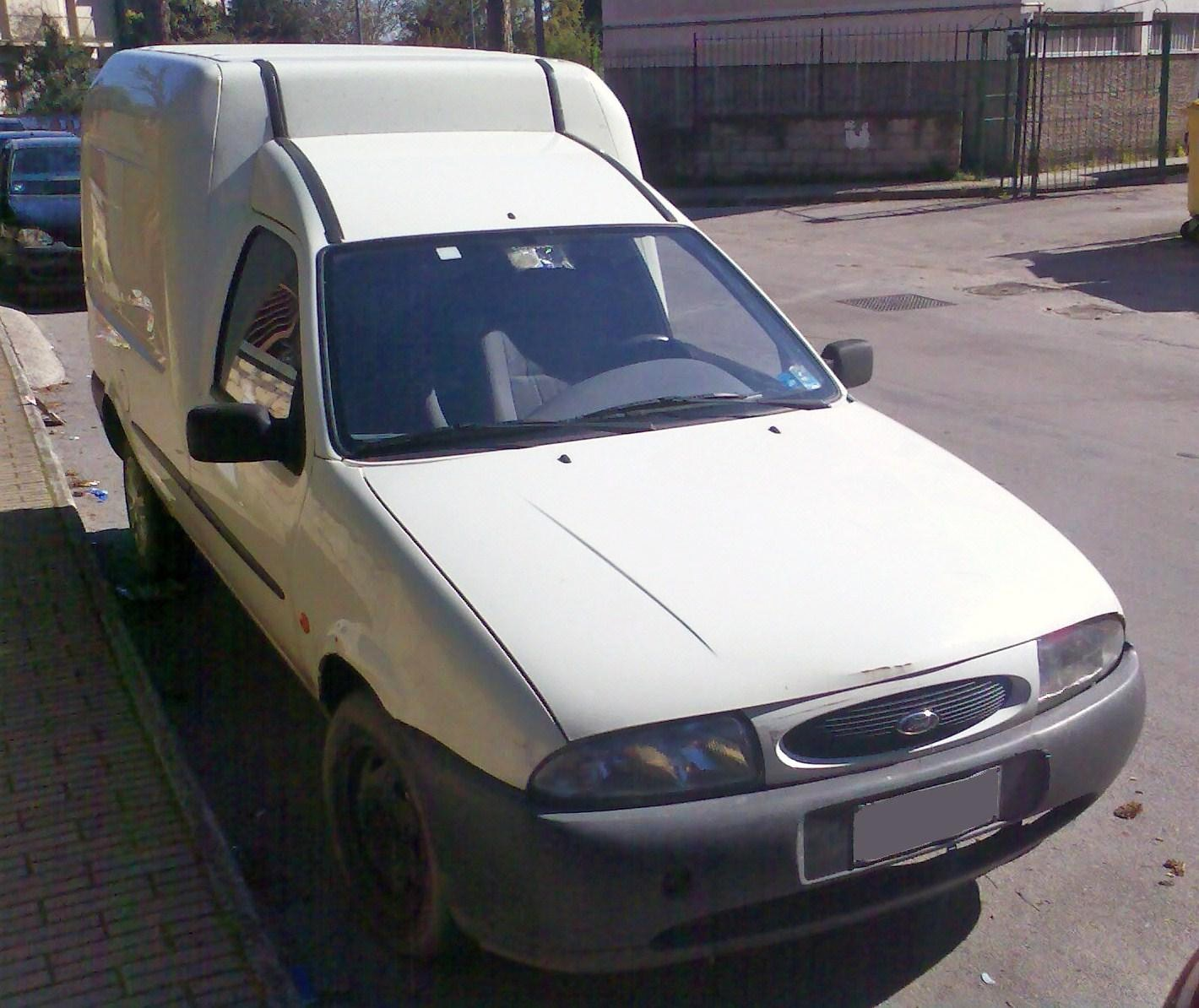
Fiesta Courier ’96
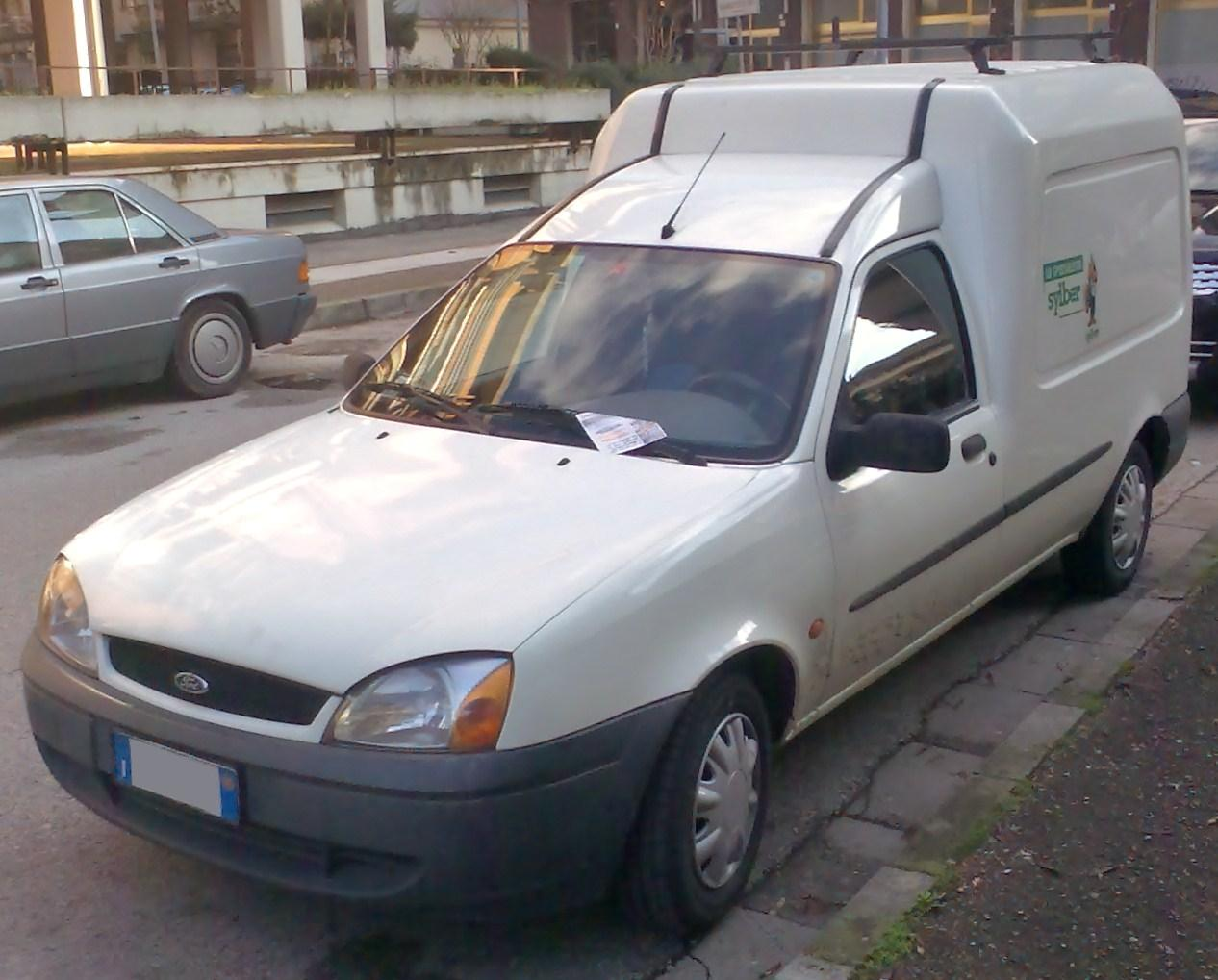
Fiesta Courier ’99
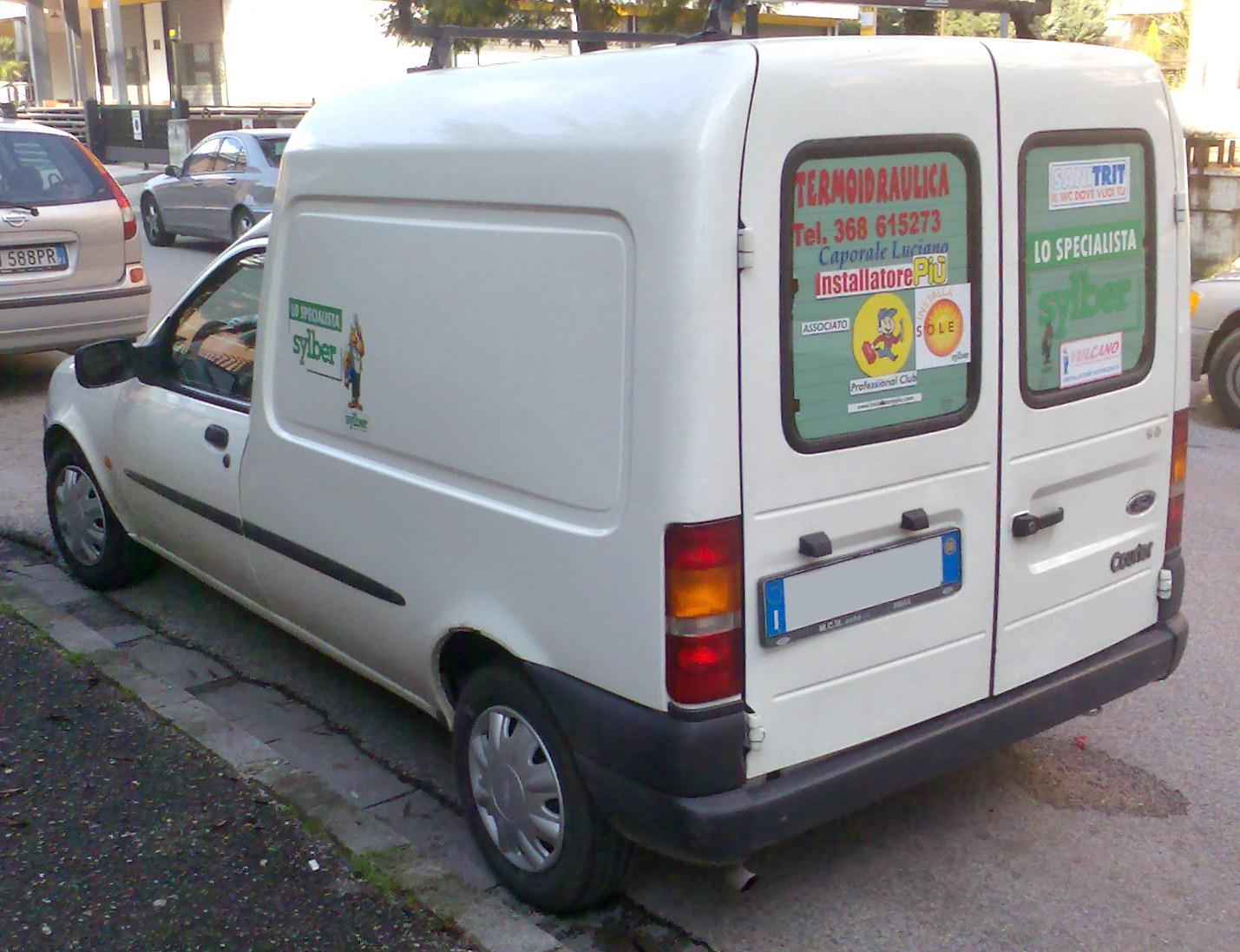
Heckansicht

## Sportliche Modelle
Bei fast allen Modellreihen des Fiesta gab es eine Sportversion, die sich sowohl in der Motorleistung als auch im Aussehen deutlich vom Rest der Modelle abhebt.

### XR (1981 bis 1996)
Anders als RS oder ST ist XR keine Abkürzung. Die Herkunft dieser Buchstabenkombination ist bis heute nicht eindeutig geklärt. Verschiedene Quellen behaupten, es handle sich dabei um einen werksinternen Code oder um eine Buchstabenkombination, die den Entwicklern dieser Fahrzeuge besonders gut gefallen hätte. Während die Fiesta als XR2 vermarktet wurden, hießen die sportlicheren Modelle des Escort XR3 sowie des Sierra XR4. In Australien gab es den dortigen Ford Falcon auch als XR6 (mit Sechszylindermotor) und als XR8 (Achtzylinder).

#### 1981 bis 1983
Den Anfang machte der Fiesta XR2 der ersten Baureihe. Der 1,6-Liter-Kentmotor hatte einen 300 cm³ größeren Hubraum als die nächstkleinere Motorisierung dieser Baureihe, er leistete 13 kW (18 PS) mehr. Äußerlich unterschied sich der XR2 durch Karosserieverbreiterungen aus Kunststoff, eine kleine Heckabrisskante, runde Scheinwerfer, Leichtmetallräder, eine tiefergelegte Karosserie und einem sportlichen Dekor („Rallyestreifen“), von den anderen Fahrzeugen dieses Modells. Im Innenraum gehörten unter anderem ein Sportlenkrad, Sportsitze und ein Drehzahlmesser zur Serienausstattung. Mit einem mechanischen Vierganggetriebe beschleunigte der Fiesta mit 62 kW (84 PS) in 10,1 Sekunden auf 100 km/h. Die Gemischaufbereitung des OHV-Motors erfolgte durch einen Weber-Registervergaser, die Zündanlage war kontaktlos.

#### 1984 bis 1988
Der Fiesta XR2 der zweiten Baureihe wurde rund ein Jahr nach Einführung des neuen Modells vorgestellt. Der neue CVH-Motor hatte immer noch 1,6 Liter Hubraum, der nächstkleinere Ottomotor dieser Baureihe 1,4 Liter Hubraum. Obwohl der gleiche Vergaser wie beim Vorgänger verwendet wurde, konnte die Leistung des XR2 durch den neueren Motor auf 71 kW (97 PS) gesteigert werden. Neu war auch die ESC-Kennfeldzündung mit einem externen Zündsteuergerät. Die Karosserieverbreiterungen fielen deutlich größer aus als beim Vorgänger, serienmäßig waren wieder eine Heckabrisskante, eine tiefergelegte Karosserie und Niederquerschnittsreifen. Ab Werk wurden Stahlräder mit speziellen Radkappen angeboten, die Leichtmetallräder des Vorgängers waren als Wunschausstattung verfügbar. Auf ein aufwändiges Dekor wurde verzichtet, an beiden Seiten des Fahrzeugs findet sich lediglich ein kleiner Zierstreifen. Wie schon beim Vorgänger sind Sportlenkrad, Sportsitze und Drehzahlmesser serienmäßig, ansonsten orientierte sich die Ausstattung am Ghia, der Bezeichnung für die damals am besten ausgestatteten Fahrzeuge. Der XR2 hatte ab der zweiten Baureihe ein Fünfganggetriebe und beschleunigte in unter 10 Sekunden auf 100 km/h, die Höchstgeschwindigkeit lag bei 180 km/h. Nach der Modellpflege wurden ein anderer Zylinderkopf, ein anderer Vergaser und eine andere Zündanlage verwendet. Die Fahrleistungen änderten sich nicht, aber es gab andere Sitzbezüge und Türverkleidungen.

#### 1989 bis 1994
Ab der Einführung der dritten Baureihe trugen alle XR2 den Zusatz „i“, was darauf hindeutet, dass diese Fahrzeuge anstatt der bisher üblichen Vergaser nun mit einer Einspritzanlage ausgestattet waren. Der XR2i war bereits mit der Einführung der neuen Modellreihe verfügbar, der CVH-Motor des Vorgängers mit 1,6 Liter Hubraum leistete nun mit geregeltem Katalysator und einer modernen elektronischen Einspritzanlage 76 kW (103 PS). In manchen Ländern wurde das Fahrzeug auch ohne Katalysator verkauft, der Motor leistete dann 81 kW (110 PS). Die Kunststoffverbreiterungen waren nun in Wagenfarbe lackiert und in die vordere Stoßstangen waren vier rechteckige Zusatzscheinwerfer integriert. Wie auch bei den Vorgängern hatte das Fahrzeug eine sportliche Serienausstattung wie tiefergelegte Karosserie, breite Reifen, Sportsitze, Sportlenkrad und einen Drehzahlmesser. Mit Einführung der neuen Zetec-16V-Motoren wurde die Modellpalette 1992 um den XR2i 16V mit 1,8 Liter Hubraum und 96 kW (130 PS) erweitert, der XR2i mit dem CVH-Motor wurde ab 1993 nicht mehr produziert. Große Unterschiede zwischen den beiden XR2i gab es – mit Ausnahme der Innenausstattung und der Sitze – nicht. Die Fahrzeuge beschleunigten in 10,1 bzw. 8,5 Sekunden auf 100 km/h, die Höchstgeschwindigkeit lag bei 187 bzw. 200 km/h.

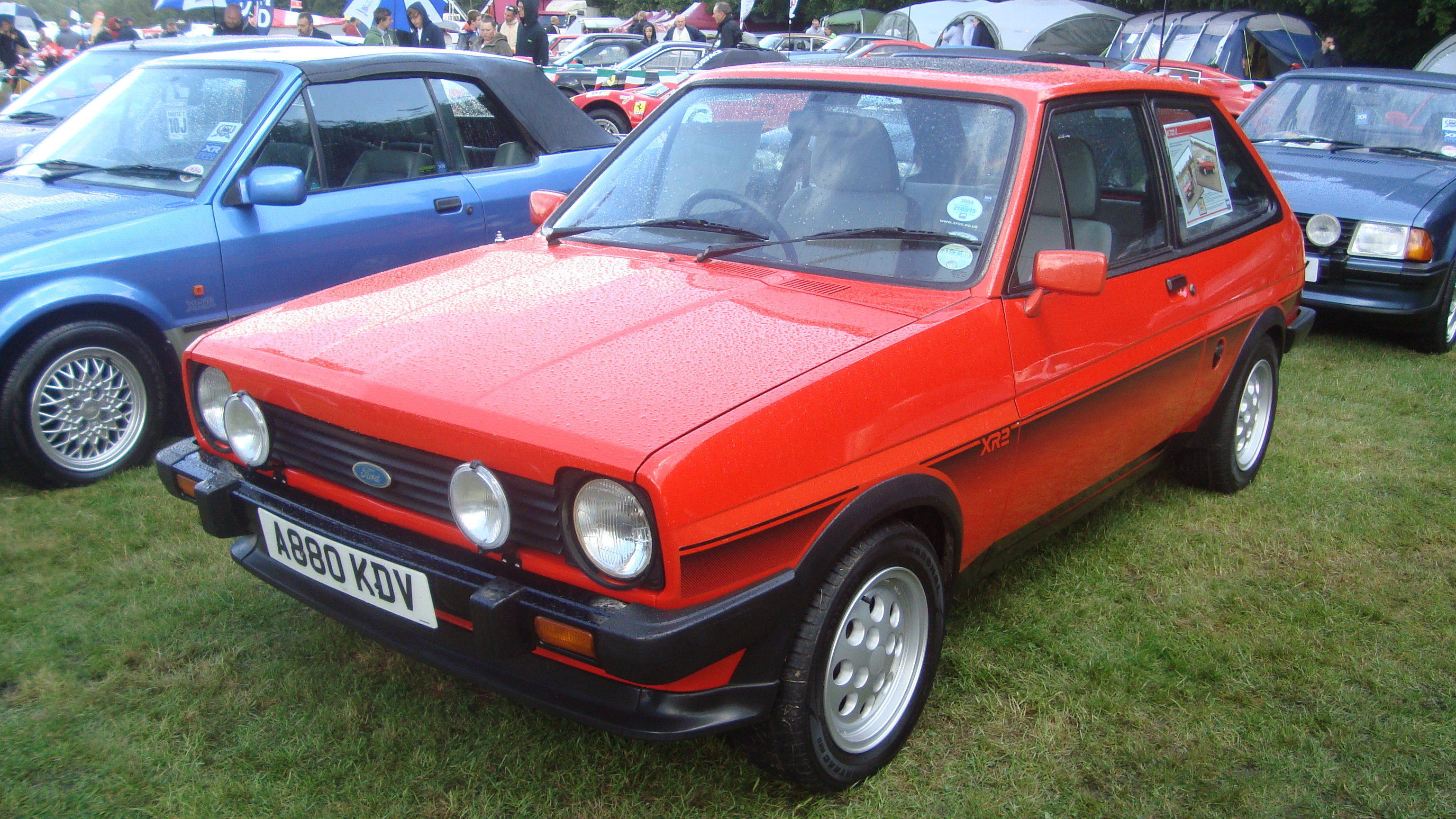
Fiesta XR2, erste Baureihe
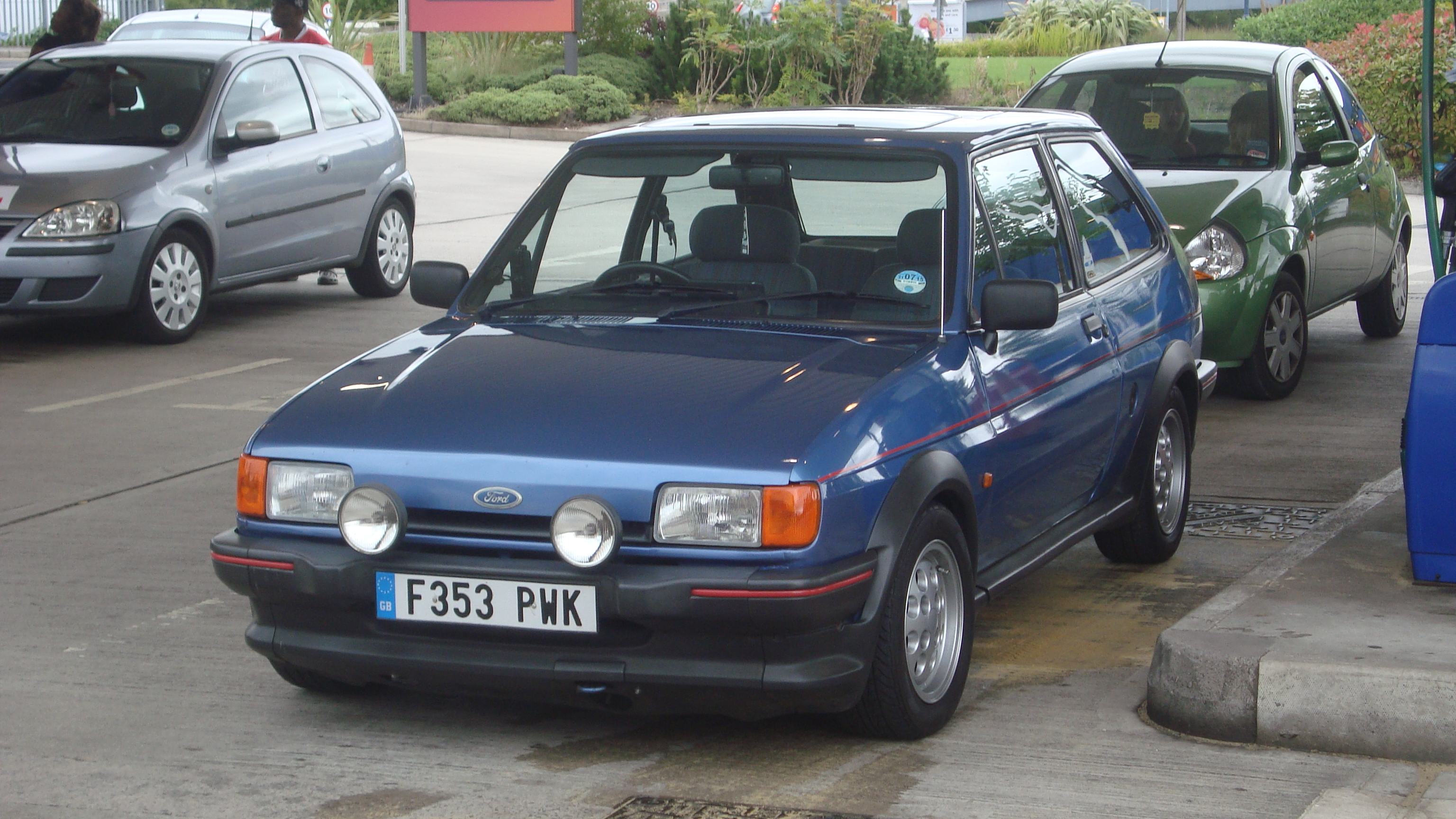
Fiesta XR2, zweite Baureihe
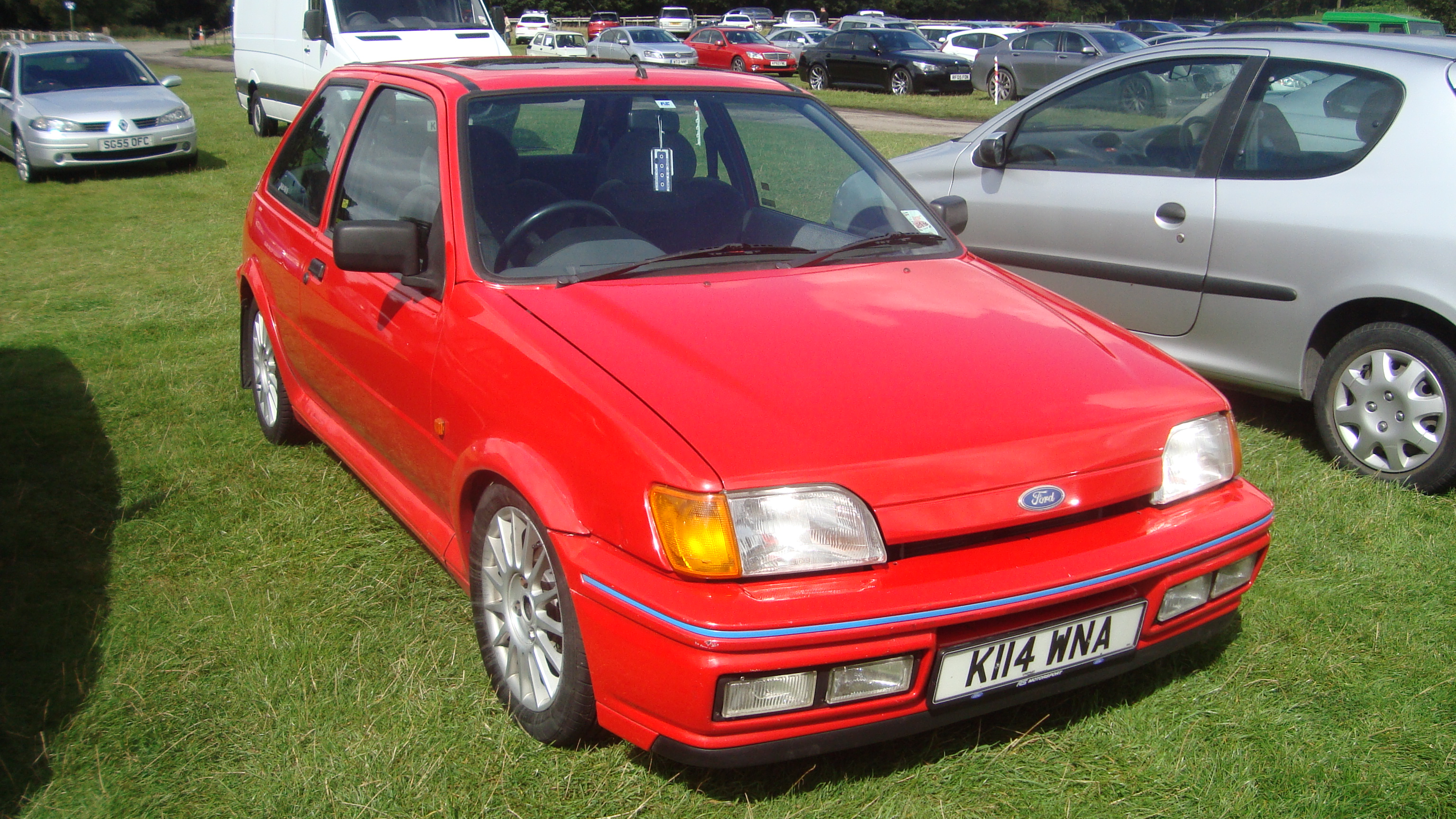
Fiesta XR2i, dritte Baureihe

Nachdem 1994 die letzten XR2i 16V produziert wurden, verschwand auch das XR aus der Typbezeichnung. Lediglich der Escort wurde noch bis Ende der 1990er Jahre als XR3i verkauft. In Australien verwendete Ford das Kürzel XR bis zum Ende der Produktion des Ford Falcon im Oktober 2016. Die sportlichen Modelle, die in Europa üblicherweise ST oder RS hießen, trugen dort die Bezeichnung Fiesta XR4, Focus XR5T, Mondeo XR5T sowie Falcon XR6 und Falcon XR8.

### RS (1991 bis 1994)
RS ist die Abkürzung für Rallyesport und wird seit den späten 1960er Jahren für die sportlichsten Straßenfahrzeuge von Ford verwendet, die dann oft auch im Motorsport eingesetzt werden, wie unter anderem der Ford Escort RS1600i. Im deutschsprachigen Raum waren die RS-Modelle des Fiesta nicht ab Werk verfügbar.

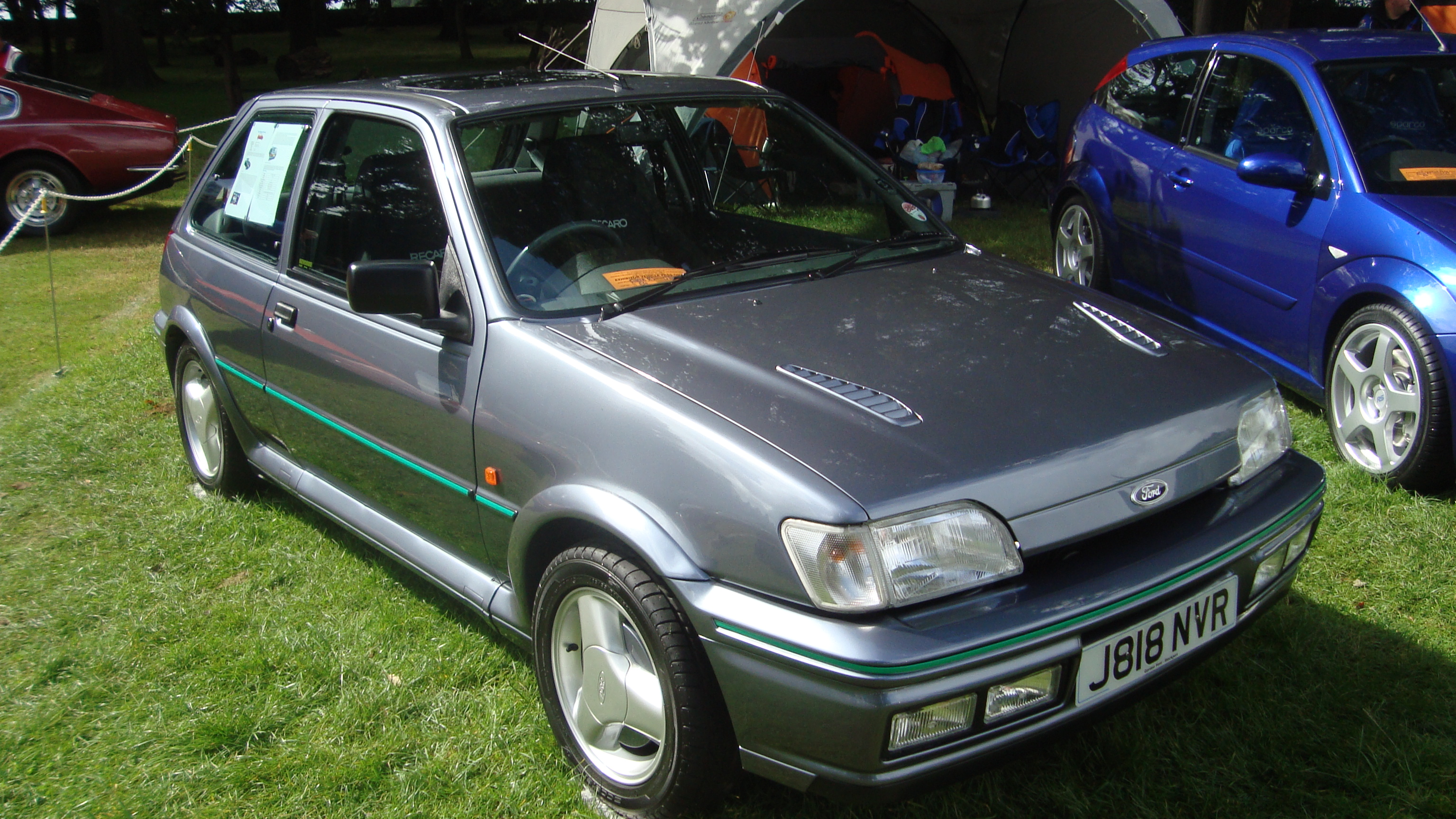
Fiesta RS Turbo

Der Fiesta RS Turbo wurde 1991 vorgestellt. Der CVH-Motor mit 1,6 Liter Hubraum und 97 kW (132 PS) ähnelt dem des Escort RS Turbo, der Fiesta hat einen etwas kleineren Garrett-T2-Turbolader und anstelle der mechanischen Bosch KE-Jetronic übernimmt eine elektronische Einspritzanlage von Ford die Gemischaufbereitung. Äußerlich unterscheidet sich der RS Turbo nur minimal von den Fiesta XR2i dieser Baureihe. Auf einen Vertrieb in Deutschland wurde auch wegen des fehlenden Katalysators verzichtet, weil dieser kurz nach Vorstellung des RS Turbo in Deutschland bei Neufahrzeugen verpflichtend vorgeschrieben wurde. Reimportierte Fahrzeuge – meist aus Italien und den Beneluxländern – konnten jedoch in Deutschland legal angemeldet werden.
Der Fiesta RS1800i war ein limitiertes Sondermodell des Fiesta im Vereinigten Königreich. Dieser Fiesta unterschied sich nur in wenigen Details des unter anderem in Deutschland in unbegrenzter Stückzahl verkauften XR2i 16V mit 96 kW (130 PS), zur Serienausstattung gehörten dort unter anderem Recarositze sowie spezielle Leichtmetallräder. Äußerlich gab es zwischen dem britischen und dem deutschen XR2i 16V keinen Unterschied, dort wurde jedoch der Motor des hier als Fiesta S vertriebenen Modells mit 77 kW (105 PS) für das 16V-Modell verwendet.

### Sport (1999 bis 2002)

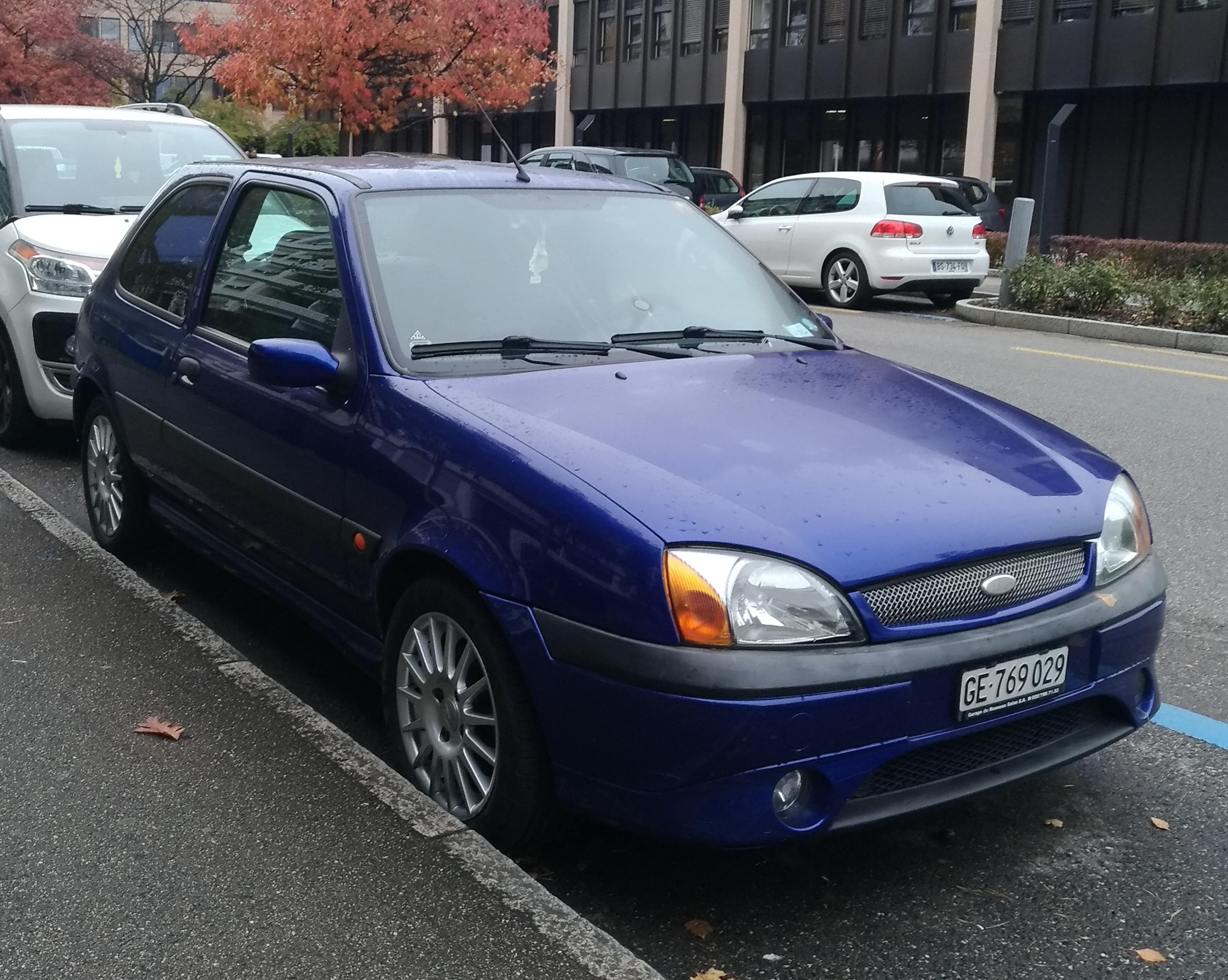
Ford Fiesta Sport

Für die vierte Baureihe des Fiesta gab es kein Sportmodell. Es gab zwar den etwas sportlicher ausgestatteten Fiesta GT, der 1,4-Liter-Zetec-S-Motor mit 66 kW (90 PS) war auch in anderen Modellen wie dem Ghia verfügbar.
Erst mit der Einführung der fünften Baureihe gab es vom Fiesta wieder ein Sportmodell. Der Fiesta Sport verfügte in dieser Baureihe exklusiv über einen 1,6-Liter-Zetec-S-Motor mit 76 kW (103 PS). Nachdem die Leistung des stärksten Fiesta bei den Vorgängern von Generation zu Generation stieg, blieb die Motorleistung des Sport weit hinter der des Fiesta XR2i 16V bzw. des RS Turbo zurück. Die Fahrleistungen bewegten sich in etwa auf dem Niveau des Fiesta XR2i mit dem CVH-Motor. Von den anderen Fahrzeugen der Baureihe unterschied sich der Sport durch geänderte Front- und Heckstoßstangen, einen Heckspoiler, Sportsitze, eine tiefergelegte Karosserie sowie Mehrspeichenrädern mit 15 Zoll Durchmesser. In anderen Ländern wurden diese Fahrzeuge auch als Zetec S vermarktet.

### ST (2004 bis 2023)
Das Kürzel ST steht für Sport Technologie und kennzeichnet seit der Einführung des Mondeo ST200 Ende 1999 neben RS die sportlichen Modelle der Marke Ford.

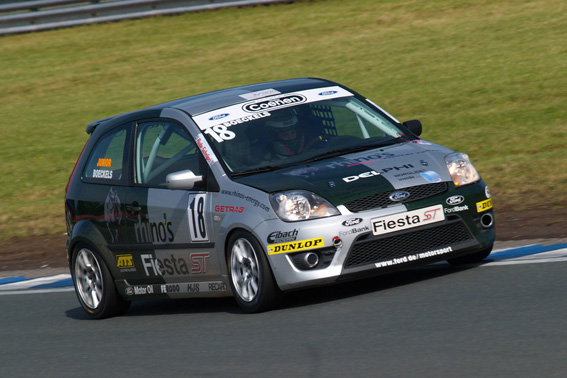
Fahrzeug des Fiesta-ST-Cup

Der erste Fiesta ST wurde ab Anfang 2005 in der sechsten Baureihe des Fiesta verkauft und ist bis heute der Serienfiesta mit dem größten Hubraum. Das Äußere des Fahrzeugs mit sportlicheren Front- und Heckstoßstangen, Seitenschwellern, Heckabrisskante und großen Lufteinlässen an der Fahrzeugfront wurde von den Fahrzeugen des Fiesta-ST-Cup übernommen. Diese Rennfahrzeuge leisteten mit einem 1,6 Liter großen Zetec-S 118 kW (160 PS), für die Serienproduktion wurde der von Mazda stammende 2,0 Liter Duratec verwendet. Dieser Motor wurde bei Ford auch lange Zeit im anderen Fahrzeugen wie dem Focus, C-Max, Mondeo, S-Max und Galaxy eingesetzt und leistete 107 kW (145 PS). Für den Fiesta ST wurde die Leistung minimal auf 110 kW (150 PS) gesteigert, weshalb diese Fahrzeuge – in Anlehnung an den Focus ST170 und den Mondeo ST200 und ST220 auch Fiesta ST150 genannt werden. Der Fiesta ST war ab Werk bereits umfangreich ausgestattet, hinzu kamen sportliche Teilledersitze, ein Lederlenkrad mit ST-Logo, Niederquerschnittsreifen auf 6,5x16 Zoll großen Leichtmetallrädern, speziell abgestimmte Stoßdämpfer, eine speziell abgestimmte Verbundlenkerachse hinten, ein stärkerer Stabilisator an der Vorderachse sowie ein Fünfgang-Sportgetriebe mit Schaltwegsverkürzung. Im Gegensatz zu den vorherigen Sportmodellen war der Fiesta ST ab Werk nicht tiefergelegt. Der Fiesta ST war das erste Fahrzeug dieser Baureihe mit serienmäßigen Scheibenbremsen an der Hinterachse. Während der Modellpflege Ende 2005 wurde der ST äußerlich nicht verändert, lediglich die geänderten Scheinwerfer, Rückleuchten und das neu gestaltete Armaturenbrett wurden auch beim ST übernommen. Ab dieser Zeit gehörte in Deutschland auch ESP zur Serienausstattung.
Der Fiesta ST der siebten Baureihe wurde ab Anfang 2013 verkauft. Im Gegensatz zum Vorgänger verfügt dieses Fahrzeug über einen 1,6-Liter-EcoBoostmotor mit vier Zylindern, der mit Benzindirekteinspritzung, doppelter, unabhängiger Ti-VCT-Nockenwellenverstellung und Turbolader ausgerüstet ist und 134 kW (182 PS) leistet. Auch dieser ST setzt sich mit geänderten Stoßstangen, großen Leichtmetallrädern, Dachabrißkante, Seitenschwellern, tiefergelegter Karosserie und zwei Endrohren von den restlichen Fahrzeugen des Modells ab. Im Innenraum gehören unter anderem Sportsitze von Recaro zur Serienausstattung. Die Beschleunigung aus dem Stand auf 100 km/h erfolgt mit 6,9 Sekunden erheblich schneller als bei allen bisherigen Sportmodellen des Fiesta, die Höchstgeschwindigkeit von 223 km/h ist vorwiegend dem nun erhältlichen manuell zu schaltenden Sechsgang-Sportgetriebe geschuldet. Ab Mitte 2016 wurde zusätzlich der für Deutschland auf 500 Einheiten limitierte Fiesta ST200 angeboten, bei dem erstmals die Leistung des Fahrzeugs in die Modellbezeichnung mit aufgenommen wurde. Der Motor des Fiesta ST wurde in der Leistung gesteigert, der ST200 bietet 147 kW (200 PS), die durch eine Overboostfunktion für 20 Sekunden auf 158 kW (215 PS) gesteigert werden kann. Der ST200 war ausschließlich in grauer Außenlackierung erhältlich.
Für die achte Baureihe stand der Fiesta ST bereits kurz nach Produktionsbeginn zur Verfügung. Ab dem Sommer 2018, knapp ein Jahr nach dem Modellwechsel, erfolgte die Auslieferung der ersten Fahrzeuge. Der Motor ist nun ein Dreizylinder-EcoBoost mit Zylinderabschaltung, der 147 kW (200 PS) leistet. Neben der Direkteinspritzung wird eine zusätzliche Saugrohreinspritzung verwendet, um das Potential des Motors noch besser nutzen zu können. Wie bei den Vorgängern setzt sich der ST mit einem leicht geänderten Design außen, insbesondere der Stoßstangen, sowie innen von den anderen Fahrzeugen der Baureihe ab. Neu sind in Serien- bzw. Wunschausstattung ein mechanisches Sperrdifferential, eine Launch Control, eine Schaltanzeige sowie ein Klappensteuerung, die das Motorgeräusch positiv beeinflussen soll. Diese Teile kommen im neuen ST erstmals im Fiesta zum Einsatz. Neu ist auch, dass dieses Modell nun auch als 5-türige Variante bestellt werden kann. Bislang waren alle Sportmodelle des Fiesta, außer der siebenten Baureihe, ausschließlich als 3-türige Kleinwagen erhältlich.

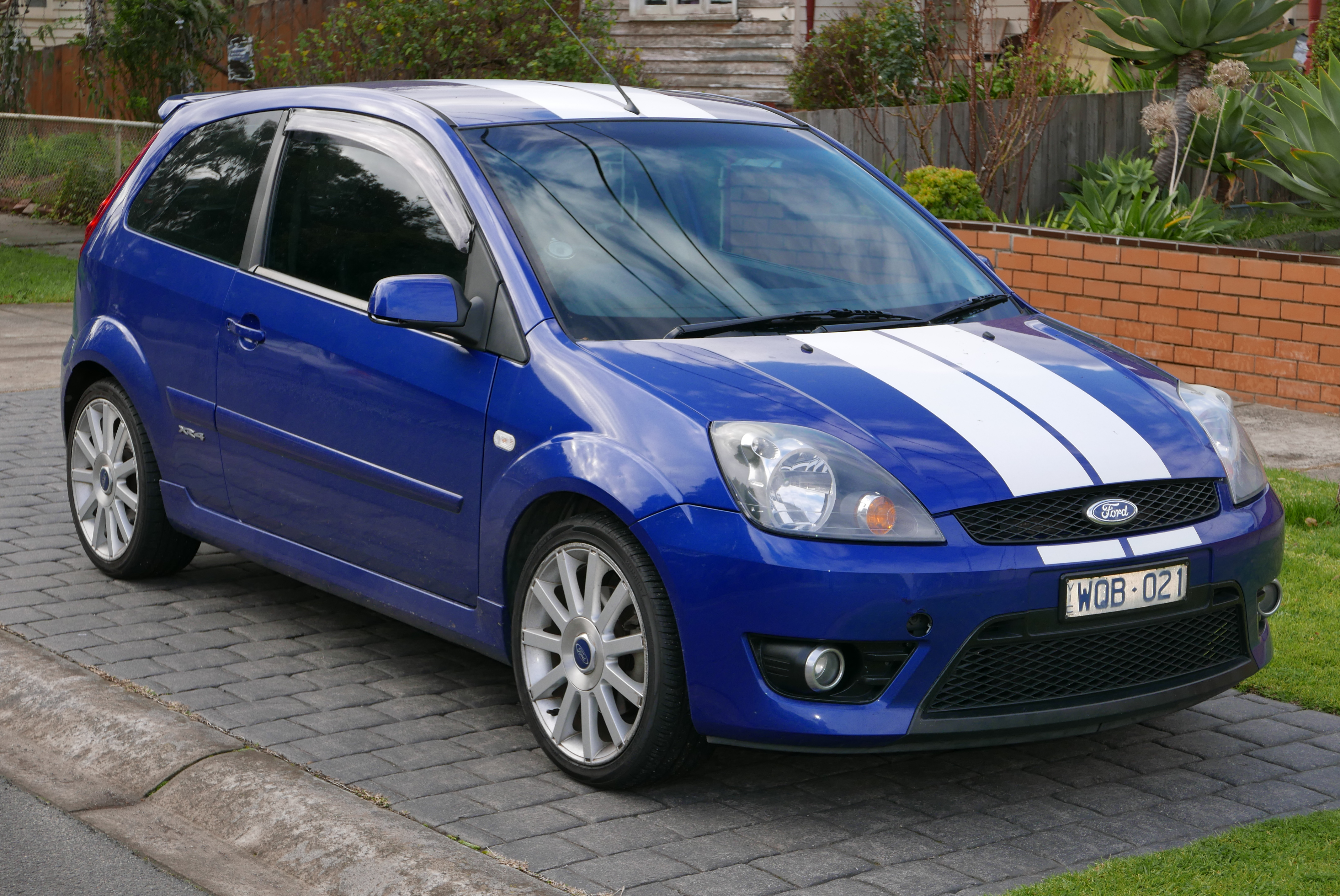
Ford Fiesta ST, sechste Baureihe
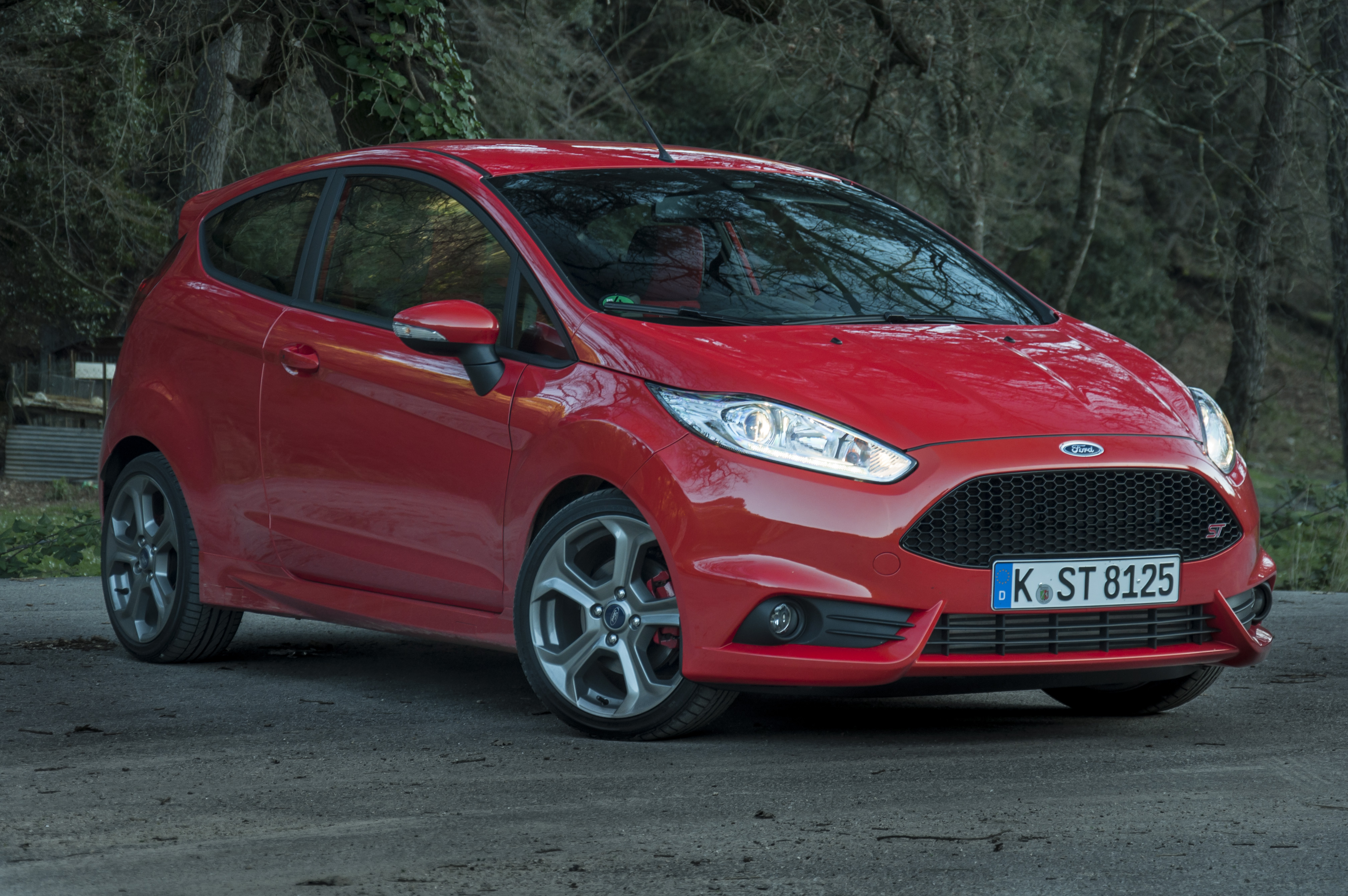
Ford Fiesta ST, siebte Baureihe
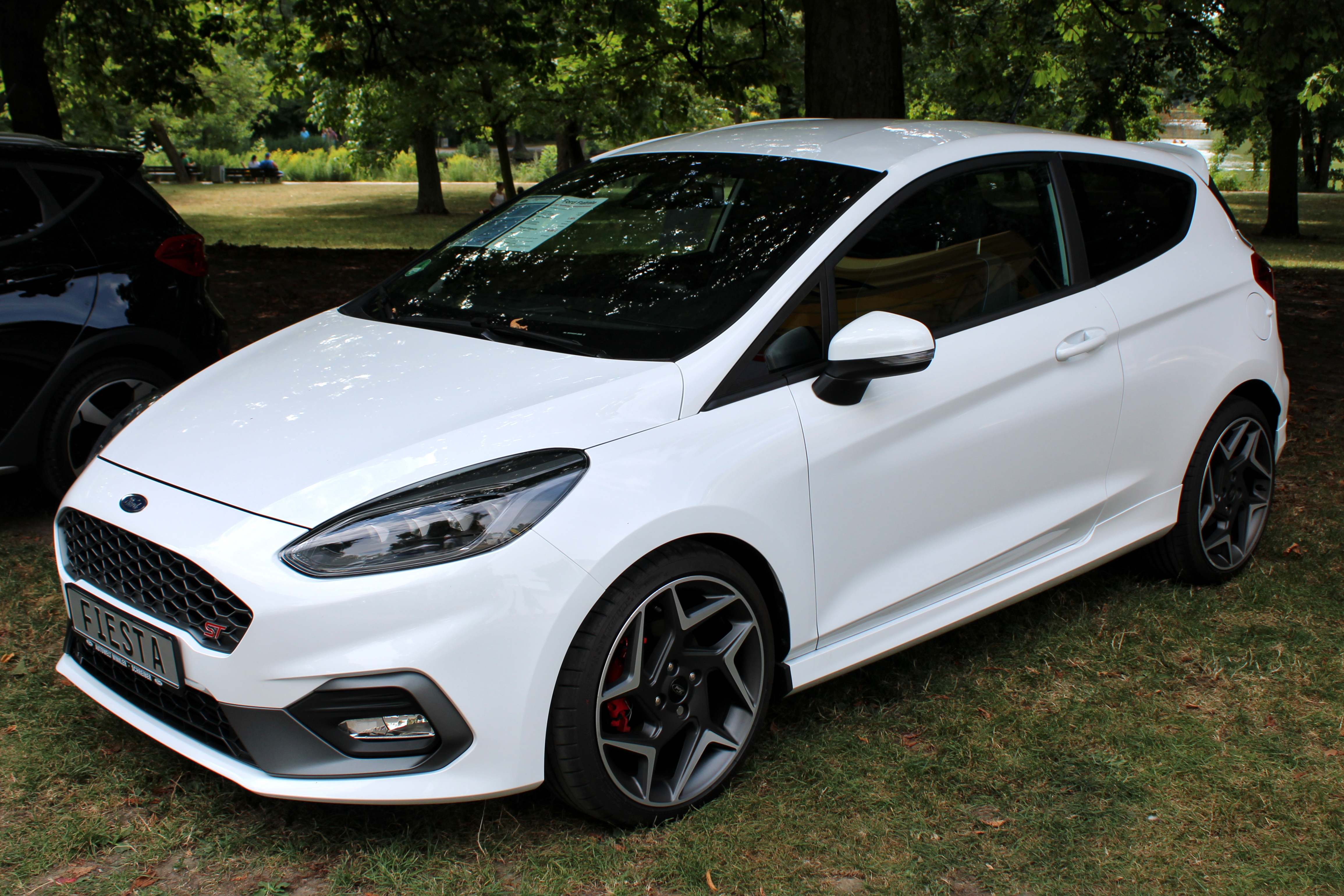
Ford Fiesta ST, achte Baureihe

## Motorsport

### Ford Fiesta Ladies-Cup
Von 1982 bis 1986 veranstaltete die Ford-Motorsportabteilung unter Lothar Pinske einen Markenpokal, die erste deutsche Rennserie nur für Frauen.
Ziel war es, talentierten Rennfahrerinnen den Weg in den professionellen Motorsport zu erleichtern. Die Rennen fanden im Rahmenprogramm der Deutschen Rennsport-Meisterschaft (DRM) und der Tourenwagen-Europameisterschaft statt. Die 20 Fahrerinnen mussten zwischen 18 und 29 Jahre alt und ledig sein und einen Führerschein der Klasse 3 besitzen.
Gefahren wurde zwei Jahre lang mit einheitlichen Ford Fiesta XR2 der ersten Generation, die dazu mit Überrollkäfig, Feuerlöscher und Hosenträgergurten ausgestattet waren. Zwecks Chancengleichheit wurden die Fahrzeuge vor jedem Rennen per Losentscheid einer Fahrerin zugeteilt. Die Wagen wurden von der Motorsportabteilung von Ford umgebaut und betreut, der Motor leistete etwa 66 kW (90 PS), die Höchstgeschwindigkeit der Fahrzeuge betrug rund 180 km/h. Sowohl die Fahrzeuge als auch die Kosten für die erforderliche Ausrüstung, einschließlich Hotel, Anreise, Verpflegung und Preisgeld, stellte Ford zur Verfügung. Die Gesamtsiegerin der insgesamt sechs Läufe durfte ihr Wettbewerbsfahrzeug behalten. Für die Plätze 2 bis 10 im Gesamtklassement waren Geldprämien in Höhe von 5000 bis 500 DM vorgesehen.
Fast 1400 Frauen hatten sich bei Ford für die Teilnahme an der Rennserie beworben, davon wurden 120 zu einem dreitägigen Sichtungslehrgang an die Start-und-Ziel-Schleife des Nürburgrings eingeladen.
Ab 1984 wurden mit der Einführung der zweiten Fiesta-Generation und der Vorstellung des neuen XR2 das neue Modell für den Ladies-Cup verwendet. Durch einen Fächerkrümmer und eine geänderte Auspuffanlage leistete der CVH-Motor rund 73 kW (100 PS). Das Teilnehmerfeld wurde auf 26 Fahrerinnen aufgestockt, die Teilnehmerinnen mussten die Kosten jedoch selbst oder mit Hilfe von Sponsoren aufbringen.
Meister
| Saison | Fahrerin          |
| ------ | ----------------- |
| 1982   | Delia Stegemann   |
| 1983   | Claudia Ostlender |
| 1984   | Beate Nodes       |
| 1985   | Traudl Klink      |
| 1986   | Marion Beule      |

1986 veranstaltete Ford auf dem Fliegerhorst Diepholz mit den Fahrzeugen des Ladies Cup das German Race of Champions, wo nach amerikanischem Vorbild Renn- und Rallye-Fahrerinnen aus der ganzen Welt gegeneinander antraten. Siegerin wurde die britische Rallye-Pilotin Louise Aitken-Walker.

### Ford Fiesta Mixed Cup
1990 bis 1992 veranstaltete Ford im Rahmenprogramm der DTM einen Markenpokal mit dem Ford Fiesta XR2i, bei dem pro Fahrzeug ein weiblich/männliches Mixed-Team antrat. Beide Piloten zusammen durften nicht älter als 55 Jahre sein, da Ford „den Nachwuchs bevorzugen und keine alten Hasen oder gar gestrandete Halbprofis in den Autos haben“ wollte. Der Anschaffungspreis für das Fahrzeug lag mit 26.500 DM bewusst im untersten machbaren Bereich, die Einschreibungen mussten über die Ford RS-Händler vorgenommen werden. Ford stellte mehr als 500.000 DM Preisgeld pro Saison zur Verfügung, die Sieger der Jahreswertung erhielten darüber hinaus ein neues Ford Escort Cabrio.
Der Austragungsmodus der einzelnen Rennen war unterschiedlich – entweder gab es zwei getrennte Wertungsläufe, deren Zeiten addiert wurden, oder einen Lauf mit einem Boxenstopp zu Rennmitte einschließlich Fahrerwechsel. Mal starteten die männlichen Fahrer zuerst, mal die weiblichen, und mal startete das Feld gemischt. Die Kriterien für die Zusammenstellung der Startgruppen unterschieden sich von Rennen zu Rennen und wurden vom Veranstalter geheim gehalten. Als Erkennungshilfe für die Zuschauer mussten die Fahrzeuge, in denen die weibliche Hälfte des Mixed-Teams fuhr, mit einem gelben Tennisball auf dem Dach gekennzeichnet werden. Das Starterfeld bestand aus bis zu 50 Autos, der Ford Fiesta Mixed-Cup war damit eine der bestbesetzten Rennserien.
Meister
| Saison | Fahrer                            |
| ------ | --------------------------------- |
| 1990   | Thomas Beyer / Beate Nodes        |
| 1991   | Michael Funke / Claudia Hürtgen   |
| 1992   | Thomas Marschall / Sabine Schmitz |

### Ford Fiesta ST Cup

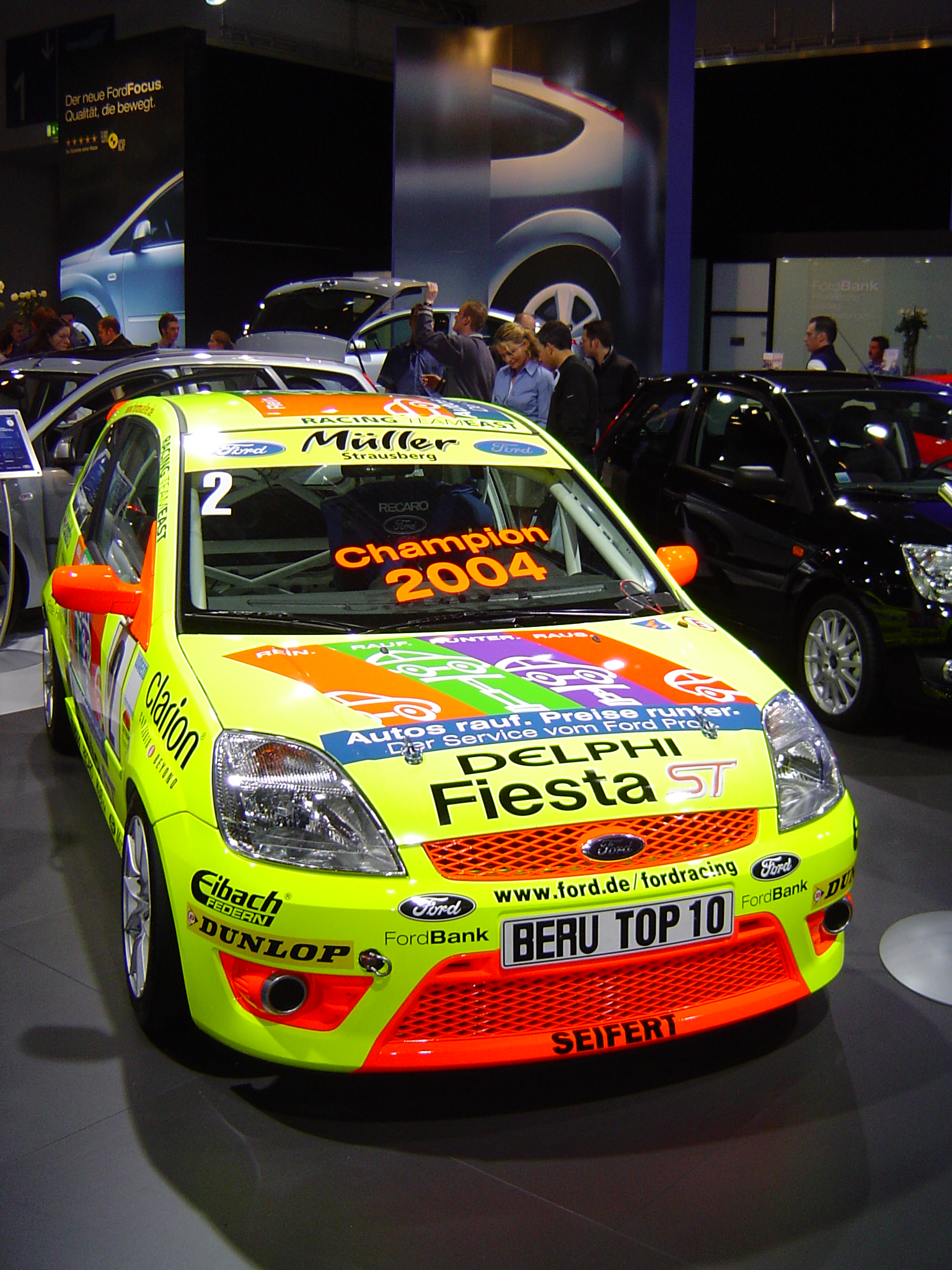
Fiesta-ST-Cup-Fahrzeug von 2004

Von 2003 bis 2007 wurde mit dem Ford Fiesta ST Cup im Rahmen der Beru TOP 10 der dritte Markenpokal mit dem Fiesta veranstaltet. Dieser löste nach dem Produktionsende des Ford Puma den Ford Puma Cup ab. Der Rennwagen auf Basis der sechsten Baureihe des Ford Fiesta war mit einem 1,6-Liter-Zetec-SE mit 125 kW (170 PS) ausgerüstet, das später als Fiesta ST vorgestellte Serienfahrzeug erhielt allerdings den 2,0-Liter-Duratec-HE mit 110 kW (150 PS).
Meister
| Saison | Fahrer          |
| ------ | --------------- |
| 2003   | Ralf Martin     |
| 2004   | Carsten Seifert |
| 2005   | Ralf Martin     |
| 2006   | Carsten Seifert |
| 2007   | Ralf Martin     |

### Rallye
Für die Teilnahme an Rallyes bereitete die Motorsportabteilung von Ford ab Ende der 1970er Jahre mehrere Fiesta der ersten Generation vor. Die Leistung des 1,6-Liter-Kentmotors wurde dazu auf 160 PS erhöht. Fahrer waren u. a. der Deutsche Michael Werner, Ari Vatanen und der Spanier Salvador Servià. Größte Erfolge für das Fahrzeug waren ein zehnter Gesamtrang und der zweite Platz in der Klasse bei der Rallye Monte Carlo durch Vatanen, Servià wurde 1980 Gesamt-Neunter sowie 1982 Klassensieger. Servià gewann zwischen 1979 und 1982 in der spanischen Rallyemeisterschaft einen Lauf und holte sieben Klassensiege, Werner erreichte bei der Rallye Köln-Ahrweiler 1980 ebenfalls einen Klassensieg.

#### Ford Fiesta RS WRC

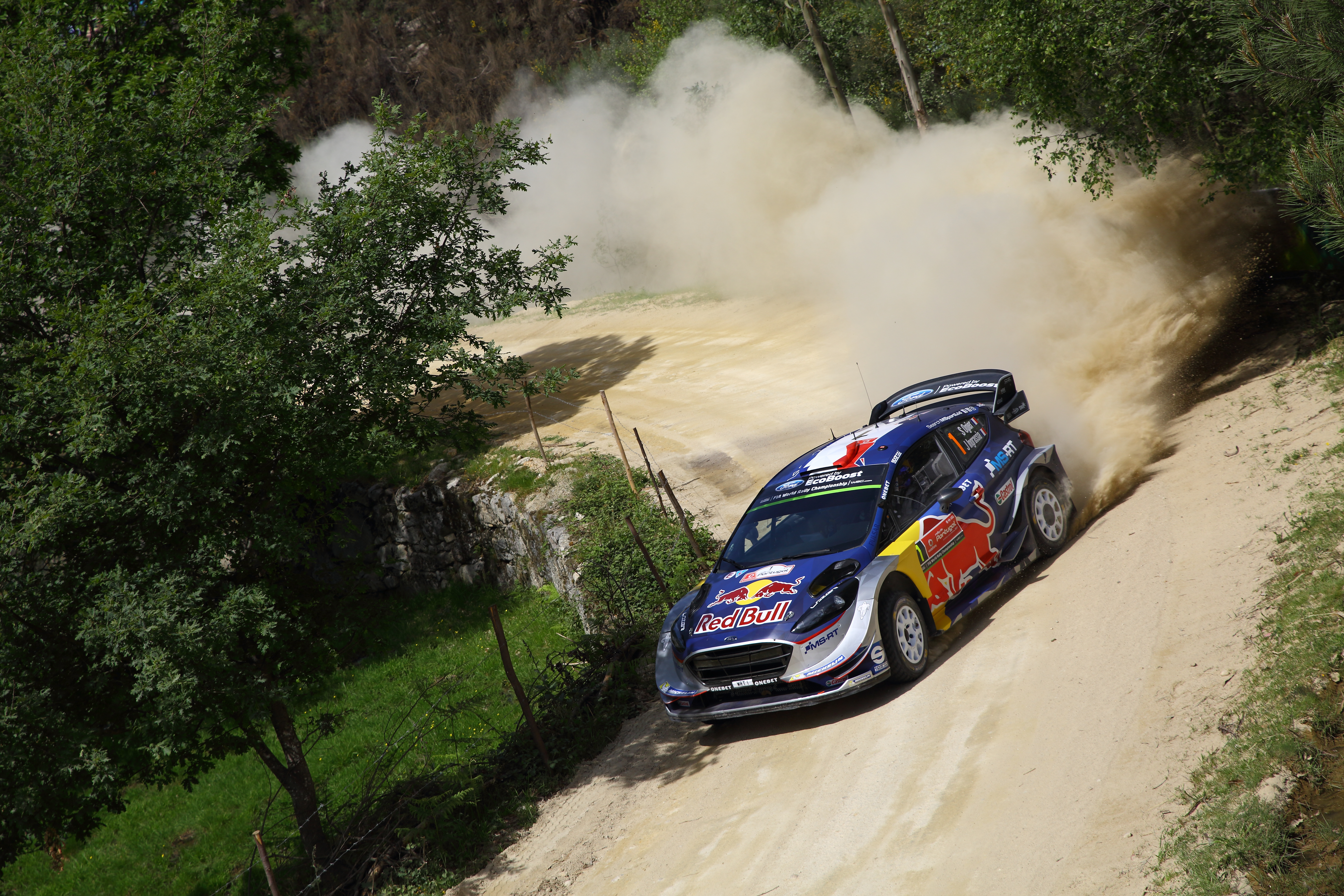
Sébastien Ogier im Ford Fiesta RS WRC bei der Rallye Portugal 2017

Ab 2011 trat Ford in der WRC mit dem Ford Fiesta RS WRC an. Das Fahrzeug hatte einen 1,6-Liter-Turbomotor mit einem sequentiellen Sechsganggetriebe und Allradantrieb. Es ersetzte den bis dahin verwendeten Ford Focus RS WRC und erreichte bei seinem WRC-Debüt bei der Rallye Schweden 2011 einen Dreifachsieg durch die Fahrer Mikko Hirvonen, Mads Østberg und Jari-Matti Latvala. Hirvonen belegte in der Fahrerwertung mit nur acht Punkten Rückstand auf Sébastien Loeb den zweiten Gesamtrang, das Ford-Werksteam und das private Team M-Sport erreichten in der Herstellerwertung die Plätze zwei und drei.
Auch in der Saison 2012 startete das Ford-Werksteam, außerdem setzten mehrere Privatfahrer und Kundenteams den Fiesta weiterhin ein. Mit Ablauf der Saison beendete Ford sein Engagement in der Rallye-Weltmeisterschaft. Das Team M-Sport ging aber weiterhin mit dem Fiesta als Privatteam an den Start.
Für die Rallye-Weltmeisterschaft 2017 entwickelte M-Sport auf Basis des neuen Modells ein neues Rallyefahrzeug. Der Franzose Sébastien Ogier, der bereits für Volkswagen von 2013 bis 2016 vier Mal in Folge die Weltmeisterschaft für sich entscheiden konnte, gewann im neuen Fiesta auf Anhieb die Fahrerwertung der Rallye-Weltmeisterschaft. Ogier ist damit nach Björn Waldegård und Ari Vatanen erst der dritte Fahrer, der die Weltmeisterschaft in einem Ford gewinnen konnte. Waldegård wurde 1979 auf einem Escort RS1800 Weltmeister, Vatanen 1981 auf einem privat eingesetzten Escort RS1800. M-Sport gewann 2017 – zum ersten Mal mit einem Fiesta – auch die Herstellerwertung für Ford. Ogier gewann im Fiesta auch die Rallye-Weltmeisterschaft 2018, in der Herstellerwertung belegte Ford den dritten Rang. M-Sport setzte den Fiesta RS WRC bis zur Saison 2021 ein, danach wurde das Fahrzeug gegen den neu entwickelten Ford Puma Rally1 auf Basis des neuen Puma ersetzt. In den letzten drei Jahren konnte sich M-Sport als Privatteam mit dem Fiesta nicht mehr gegen die Übermacht der Werksteams von Toyota und Hyundai behaupten.

### Rallycross

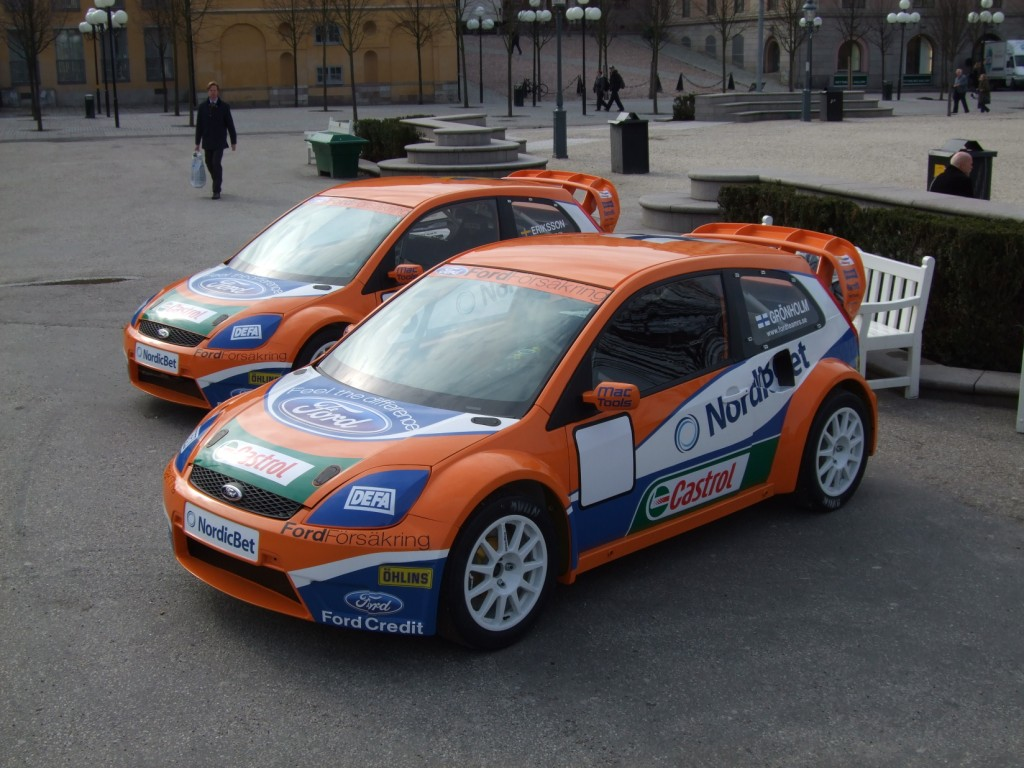
Marcus Grönholms Rallycross-Fiesta 2008

Auf Basis der sechsten und später der siebten Baureihe baute Olsbergs in Schweden ein Fahrzeug für die Rallycross-Europameisterschaft auf. Der Wagen mit einer Karosserie aus Kevlar hat bis auf die äußere Erscheinung wenig mit dem Serien-Fiesta gemeinsam. Der Fiesta ist auf Allradantrieb umgebaut, der längs eingebaute 2,0-Liter-Duratec-Motor leistet mit einem Garrett-Turbolader 404 kW (550 PS) und entwickelt ein Drehmoment von 820 Nm. Das 1200 kg schwere Fahrzeug beschleunigt aus dem Stand auf 100 km/h in 2,8 Sekunden. Die von Alcon gefertigten Bremsscheiben haben einen Durchmesser von 365 Millimeter an der Vorder- und 315 Millimeter an der Hinterachse.
Für das Pikes Peak International Hill Climb 2009 wurde ein Fiesta der siebten Generation mit einer Leistung von rund 600 kW vorbereitet, der Fahrer war Marcus Grönholm aus Finnland. Infolge technischer Probleme war Grönholm jedoch nicht in der Lage, die Bestzeit zu unterbieten.

## Zulassungszahlen in Deutschland
Die aufgeführten Zulassungszahlen in der Bundesrepublik Deutschland können erst seit 1999 je Modellreihe angegeben werden. Im Jahr 2002 zählte Das Kraftfahrt-Bundesamt auch den Ford Fusion (Europa) zu dieser Baureihe, wobei dessen Anteil während der Anfangsphase gering ausfallen dürfte. Seit 1999 bis einschließlich Dezember 2024 wurden insgesamt 1.140.642 Ford Fiesta und Fusion neu zugelassen. Mit 102.571 Einheiten war 2009 das mit Abstand erfolgreichste Verkaufsjahr. Dies ist insbesondere auf die Umweltprämie zurückzuführen.
|  |

|  |

|  |

|  |

|  |

|  |

|  |

|  |

|  |

|  |

|  |

|  |

|  |

|  |

|  |

|  |

|  |

|  |

|  |

|  |

|  |

|  |

|  |

|  |

|  |

|  |

|  |

|  |

|  |

|  |

|  |

|  |

|  |

|  |

|  |

|  |

|  |

|  |

|  |

|  |

|  |

|  |

|  |

|  |

|  |

|  |

|  |

|  |

|  |

|  |

|  |

|  |

|  |

|  |

|  |

|  |

|  |

|  |

|  |

|  |

|  |

|  |

|  |

|  |

|  |

|  |

|  |

|  |

|  |

|  |

|  |

|  |

|  |

|  |

|  |

|  |

|  |

|  |

|  |

|  |

|  |

|  |

|  |

|  |

|  |

|  |

|  |

|  |

|  |

|  |

|  |

|  |

|  |

|  |

|  |

|  |

|  |

|  |

|  |

|  |

|  |

|  |

|  |

|  |

|  |

|  |

|  |

|  |

|  |

|  |

|  |

|  |

|  |

|  |

|  |

|  |

|  |

|  |

|  |

|  |

|  |

|  |

|  |

|  |

|  |

|  |

|  |

|  |

|  |

|  |

|  |

|  |

|  |

|  |

|  |

|  |

|  |

|  |

|  |

|  |

|  |

|  |

|  |

|  |

|  |

|  |

|  |

|  |

|  |

|  |

|  |

|  |

|  |

|  |

|  |

|  |

|  |

|  |

|  |

|  |

|  |

|  |

|  |

|  |

|  |

|  |

|  |

|  |

|  |

|  |

|  |

|  |

|  |

|  |

|  |

|  |

|  |

|  |

|  |

|  |

|  |

|  |

|  |

|  |

|  |

|  |

|  |

|  |

|  |

|  |

|  |

|  |

|  |

|  |

|  |

|  |

|  |

|  |

|  |

|  |

|  |

|  |

|  |

|  |

|  |

|  |

|  |

|  |

|  |

|  |

|  |

|  |

|  |

|  |

|  |

|  |

|  |

|  |

|  |

|  |

|  |

|  |

|  |

|  |

|  |

|  |

|  |

|  |

|  |

|  |

|  |

|  |

|  |

|  |

|  |

|  |

|  |

|  |

|  |

|  |

|  |

|  |

|  |

|  |

|  |

|  |

|  |

|  |

|  |

|  |

|  |

|  |

|  |

|  |

|  |

|  |

|  |

|  |

|  |

|  |

|  |

|  |

|  |

|  |

|  |

|  |

|  |

|  |

|  |

|  |

|  |

|  |

|  |

|  |

|  |

|  |

|  |

|  |

|  |

|  |

|  |

|  |

|  |

|  |

|  |

|  |

|  |

|  |

|  |

|  |

|  |

|  |

|  |

|  |

|  |

|  |

|  |

|  |

|  |

|  |

|  |

|  |

|  |

|  |

|  |

|  |

|  |

|  |

|  |

|  |

|  |

|  |

|  |

|  |

|  |

|  |

|  |

|  |

|  |

|  |

|  |

|  |

|  |

|  |

|  |

|  |

|  |

|  |

|  |

|  |

|  |

|  |

|  |

|  |

|  |

|  |

|  |

|  |

|  |

|  |

|  |

|  |

|  |

|  |

|  |

|  |

|  |

|  |

|  |

|  |

|  |

|  |

|  |

|  |

|  |

|  |

|  |

|  |

|  |

|  |

|  |

|  |

|  |

|  |

|  |

|  |

|  |

|  |

|  |

|  |

|  |

|  |

|  |

|  |

|  |

|  |

|  |

|  |

|  |

|  |

|  |

|  |

|  |

|  |

|  |

|  |

|  |

|  |

|  |

|  |

|  |

|  |

|  |

|  |

|  |

|  |

|  |

|  |

|  |

|  |

|  |

|  |

|  |

|  |

|  |

|  |

|  |

|  |

|  |

|  |

|  |

|  |

|  |

|  |

|  |

|  |

|  |

|  |

|  |

|  |

|  |

|  |

|  |

|  |

|  |

|  |

|  |

|  |

|  |

|  |

|  |

|  |

|  |

|  |

|  |

|  |

|  |

|  |

|  |

|  |

|  |

|  |

|  |

|  |

|  |

|  |

|  |

|  |

|  |

|  |

|  |

|  |

|  |

|  |

|  |

|  |

|  |

|  |

|  |

|  |

|  |

|  |

|  |

|  |

|  |

|  |

|  |

|  |

|  |

|  |

|  |

|  |

|  |

|  |

|  |

|  |

|  |

|  |

|  |

|  |

|  |

|  |

|  |

|  |

|  |

|  |

|  |

|  |

|  |

|  |

|  |

|  |

|  |

|  |

|  |

|  |

|  |

|  |

|  |

|  |

|  |

|  |

|  |

|  |

|  |

|  |

|  |

|  |

|  |

|  |

|  |

|  |

|  |

|  |

|  |

|  |

|  |

|  |

|  |

|  |

|  |

|  |

|  |

|  |

|  |

|  |

|  |

|  |

|  |

|  |

|  |

|  |

|  |

|  |

|  |

|  |

|  |

|  |

|  |

|  |

|  |

|  |

|  |

|  |

|  |

|  |

|  |

|  |

|  |

|  |

|  |

|  |

|  |

|  |

|  |

|  |

|  |

|  |

|  |

|  |

|  |

|  |

|  |

|  |

|  |

|  |

|  |

|  |

|  |

|  |

|  |

|  |

|  |

|  |

|  |

|  |

|  |

|  |

|  |

|  |

|  |

|  |

|  |

|  |

|  |

|  |

|  |

|  |

|  |

|  |

|  |

|  |

|  |

|  |

|  |

|  |

|  |

|  |

|  |

|  |

|  |

|  |

|  |

|  |

|  |

|  |

|  |

|  |

|  |

|  |

|  |

|  |

|  |

|  |

|  |

|  |

|  |

|  |

|  |

|  |

|  |

|  |

|  |

|  |

|  |

|  |

|  |

|  |

|  |

|  |

|  |

|  |

|  |

|  |

|  |

|  |

|  |

|  |

|  |

|  |

|  |

|  |

|  |

|  |

|  |

|  |

|  |

|  |

|  |

|  |

|  |

|  |

|  |

|  |

|  |

|  |

|  |

|  |

|  |

|  |

|  |

|  |

|  |

|  |

|  |

|  |

|  |

|  |

|  |

|  |

|  |

|  |

|  |

|  |

|  |

|  |

|  |

|  |

|  |

|  |

|  |

|  |

|  |

|  |

|  |

|  |

|  |

|  |

|  |

|  |

|  |

|  |

|  |

|  |

|  |

|  |

|  |

|  |

|  |

|  |

|  |

|  |

|  |

|  |

|  |

|  |

|  |

|  |

|  |

|  |

|  |

|  |

|  |

|  |

|  |

|  |

|  |

|  |

|  |

|  |

|  |

|  |

|  |

|  |

|  |

|  |

|  |

|  |

|  |

|  |

|  |

|  |

|  |

|  |

|  |

|  |

|  |

|  |

|  |

|  |

|  |

|  |

|  |

|  |

|  |

|  |

|  |

|  |

|  |

|  |

|  |

|  |

|  |

|  |

|  |

|  |

|  |

|  |

|  |

|  |

|  |

|  |

|  |

|  |

|  |

|  |

|  |

|  |

|  |

|  |

|  |

|  |

|  |

|  |

|  |

|  |

|  |

|  |

|  |

|  |

|  |

|  |

|  |

|  |

|  | Gesamt (134.055) |

|  | Gesamt (134.055) |

|  | Benziner (895.802) |

|  | Benziner (895.802) |

|  | Diesel (96.887) |

|  | Diesel (96.887) |

|  | Benzin-Hybrid (13.898) |

|  | Benzin-Hybrid (13.898) |